# Fluorita
La fluorita és un mineral de la classe dels halurs compost per fluorur de calci, CaF₂. Va ser descoberta l'any 1529 i va rebre el seu nom l'any 1797 de Carlo Antonio Galeani Napione, del llatí fluere, 'fluir'. Pertany i dona nom al grup de la fluorita de minerals.
La fluorita sol presentar un hàbit cúbic o més rarament dodecaèdric; també és freqüent trobar cristalls amb morfologies pseudooctaèdriques a conseqüència de l'exfoliació de la fluorita. També presenta una enorme varietat de colors a conseqüència de centres de color o de la presència d'alguns elements cromòfors dins de la seva estructura; molts espècimens presenten fluorescència en ser irradiats amb llum ultraviolada. És un mineral que es troba arreu del món i pot aparèixer tant com a mineral accessori de roques ígnies o metamòrfiques o com a ciment en algunes roques sedimentàries; es forma sobretot com a mineral fruit de l'activitat hidrotermal. Els principals usos de la fluorita estan relacionats amb les indústries química, metal·lúrgica, òptica i ceràmica. Ha estat un mineral important per a la fabricació d'àcid fluorhídric i també és emprat com a gemma.

## Etimologia
El nom fluorita deriva del mot llatí fluo, que significa 'córrer' (en referència al moviment d'un flux). En la seva forma verbal, fluo es conjugava fluor, que significava fluir. La fluorita és emprada com a fundent durant el procés de fosa del ferro; utilitzant-la s'aconsegueix disminuir la viscositat de l'escòria. El mineral fluorita va ser anomenat inicialment fluospar, i va ser documentat per primer cop l'any 1530 (escrit en impressió), concretament Bermannus, sive de re metallica dialogus (Bermannus, o un diàleg sobre la naturalesa dels metalls), escrit per Georgius Agricola. Agricola, un científic alemany expert en filologia, mineralogia i metal·lúrgia va anomenar el mineral Flussspat, com un neologisme llatí procedent de la fusió de les paraules alemanyes Fluß (flux, riu) i Spat (mineral no metàl·lic semblant al guix).
L'any 1852, la fluorita inspira el nom que rebrà el fenomen que actualment és conegut com a fluorescència, ja que és especialment present en fluorites de certes localitats a conseqüència d'algunes impureses en la seva estructura. El nom fluorita també va ser utilitzat per a anomenar el fluor, un element de la taula periòdica. Malgrat que el terme fluospar és sovint emprat en termes industrials i químics, mentre que fluorita s'utilitza més freqüentment en termes mineralògics, és possible trobar les dues denominacions usades indistintament tant en àmbits científics o acadèmics com en publicacions o articles de caràcter industrial.

## Classificació
Segons la classificació de Nickel-Strunz, la fluorita pertany al grup 3.AB: halurs simples sense H₂O i amb M:X = 1:2, amb els següents minerals: fluorocronita, tolbachita, coccinita, sel·laïta, cloromagnesita, lawrencita, scacchita, frackdicksonita, estronciofluorita, tveïtita-(Y), gagarinita-(Y), gagarinita-(Ce) i polezhaevaïta-(Ce). Segons la classificació de Dana la fluorita pertany al grup 9.2.1.1: halurs normals (AX₂). La fluorita també és membre del grup que porta el seu nom: el grup de la fluorita.

### Grup de la fluorita
El grup de la fluorita és un grup de minerals cúbics amb fluor centrat amb fórmula general MX₂, on M pot ser calci, plom o estronci. Va ser publicat per primera vegada l'any 2010, i aprovat per l'Associació Mineralògica Internacional l'any 2011.
El grup està integrat per tres espècies minerals: 
| Espècie           | Fórmula |
| ----------------- | ------- |
| Fluorita          | CaF₂    |
| Fluorocronita     | PbF₂    |
| Estronciofluorita | SrF₂    |

## Diagnòstic

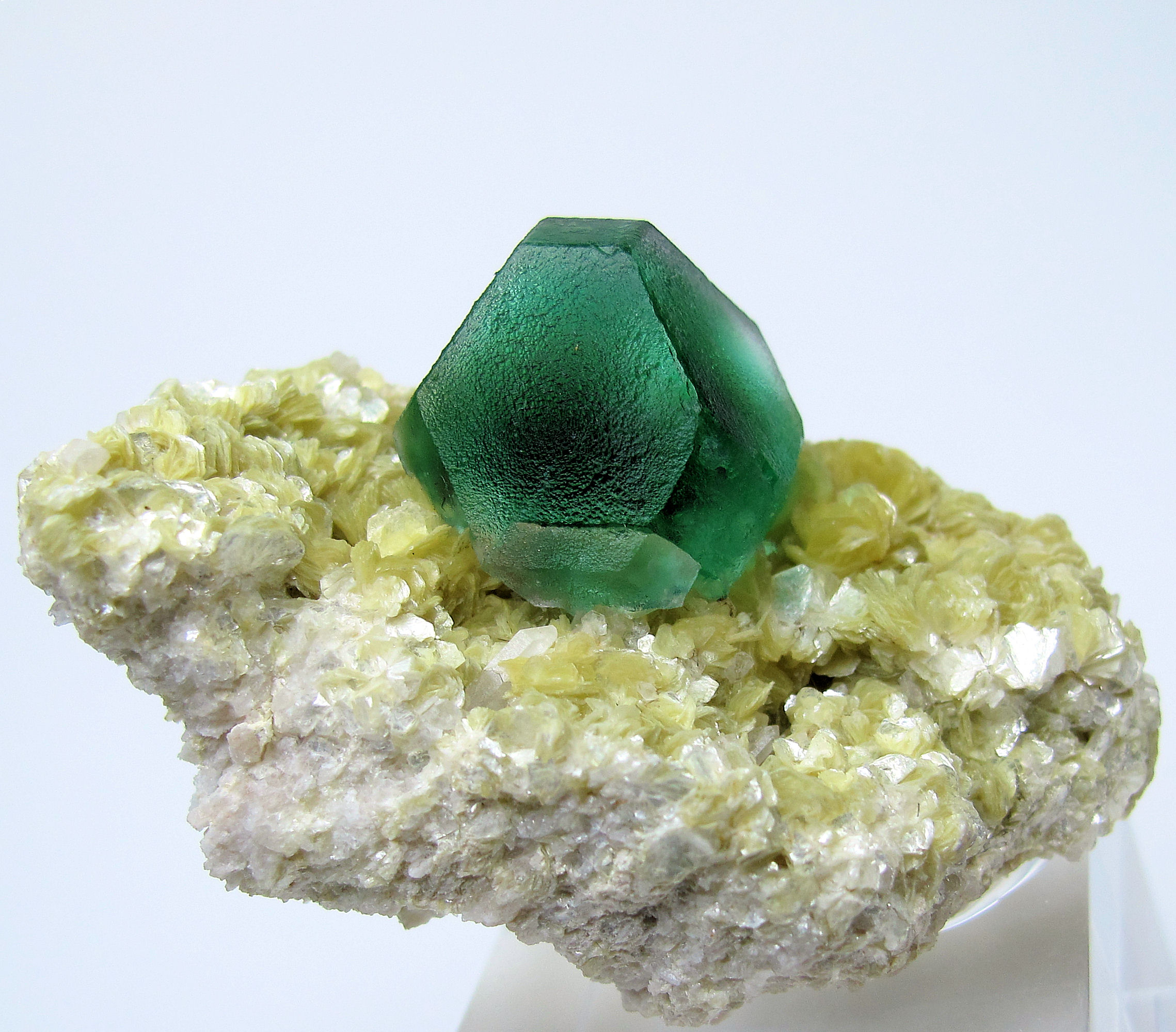
Cristall de fluorita verda, en matriu micàcia, mostrant cares cúbiques i octaèdriques.

### De visu
La fluorita sol formar cristalls ben definits amb una àmplia varietat de colors. Els cristalls solen ser transparents o translúcids i presenten una morfologia cúbica o octaèdrica (semblants a daus de 8 o 6 cares). Alguns cristalls poden presentar el color en bandes. Els colors més freqüents són els liles foscos i els verds. En el cas dels cristalls liles poden ser confosos amb l'ametista pel color; es poden diferenciar entre si per la duresa i l'hàbit així com per l'exfoliació. La fluorita presenta una exfoliació perfecta en quatre direccions que formen octaedres. La seva duresa de 4 en l'escala de Mohs permet que sigui ratllada per l'apatita però no per la calcita (permet ser ratllada per un ganivet però no per una moneda). La fluorita també pot identificar-se per la seva fluorescència sota llum ultraviolada: blava sota llum d'ona curta. La fluorita pot presentar macles de compenetració en {111}, normalment de dos individus i de manera molt més rara, també macles de tipus espinel·la (aquest tipus de macla és present només en algunes localitats).

### Amb microscopi
Observada amb microscopi òptic amb llum polaritzada, la fluorita es mostra incolora, amb un relleu força marcat i negatiu. Com que és un mineral que cristal·litza en el sistema cúbic, és isòtrop i, per tant, no presenta pleocroisme. Presenta una exfoliació perfecta en {111} que és apreciable amb microscopi si s'observen a grans augments les seccions bidimensionals que corresponen a cares d'octaedre (les interseccions de l'exfoliació que delimiten triangles equilàters). La fluorita no presenta alteració. En alguns casos pot presentar zonació de color blau o porpra i pot presentar zones acolorides en les immediateses amb minerals radioactius. Quan s'observa amb microscopi òptic es pot confondre amb alguns minerals. És possible confondre-la amb la pol·lucita (es diferencien perquè aquesta no presenta exfoliació); amb els granats (aquests no presenten exfoliació però sí un relleu positiu); amb la sodalita (aquesta presenta un nombre n major i exfoliació diferent); amb la criolita (aquesta presenta un nombre n menor, exfoliació diferent i és lleugerament anisotròpica) i amb la vil·liaumita (aquesta presenta un menor nombre n i un color rosat).

## Morfologia

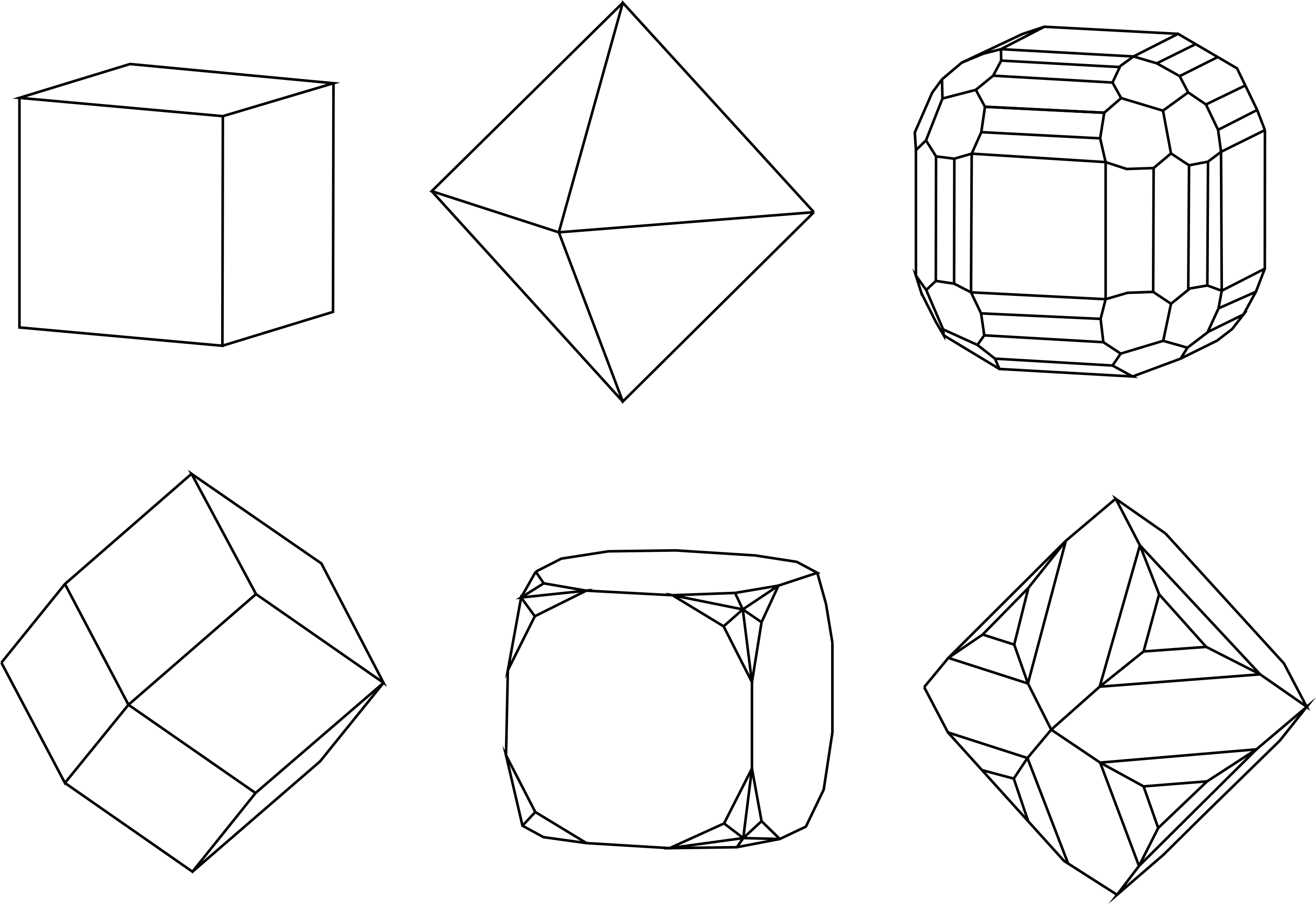
Selecció d'hàbits de la fluorita

La fluorita pot presentar diverses morfologies. Habitualment la forma típica en què es troba són cubs, i més rarament en octaèdres; rarament es troba formant dodecaèdres i algunes vegades hexoctaèdres i tetrahexaèdres. A partir de la combinació de dues o diverses d'aquestes formes, pot presentar alteracions als vèrtexs i arestes dels cubs. A vegades els cristalls es troben distorsionats a causa del desenvolupament desigual de les cares. Sovint els cristalls són àmpliament compostos. També pot trobar-se compacte, terrosa, columnar (rar), en agregats globulars, en estalactites o botrioidal (rar). La fluorita que es forma a altes temperatures tendeix a cristal·litzar tot formant octaedres, mentre que la fluorita que cristal·litza a baixa temperatura forma cristalls cúbics. També és possible trobar cristalls formats a partir de la cristal·lització de diferents cubs (cristalls compostos).
La fluorita pot presentar combinació de les formes típiques cúbiques i octaèdriques amb altres formes secundàries, és aleshores quan els cristalls poden presentar cares amb diferents morfologies. Són relativament freqüents les cares dels dodecaedres rombals {110}, els tetrahexaedres {210} (produeixen superfícies addicionals paral·leles a les vores cúbiques, els icositetraedres {211} o {311} i els hexaoctaedres {421}. L'hàbit cristal·lí de la fluorita es troba estretament lligat a la temperatura; per exemple, l'octaedre {111} es forma generalment a temperatures elevades mentre que el dodecaedre rombal {110} es forma a temperatures moderades i els cubs {100} a baixa temperatura com a formes dominants.

Formes cristal·lines i agregats
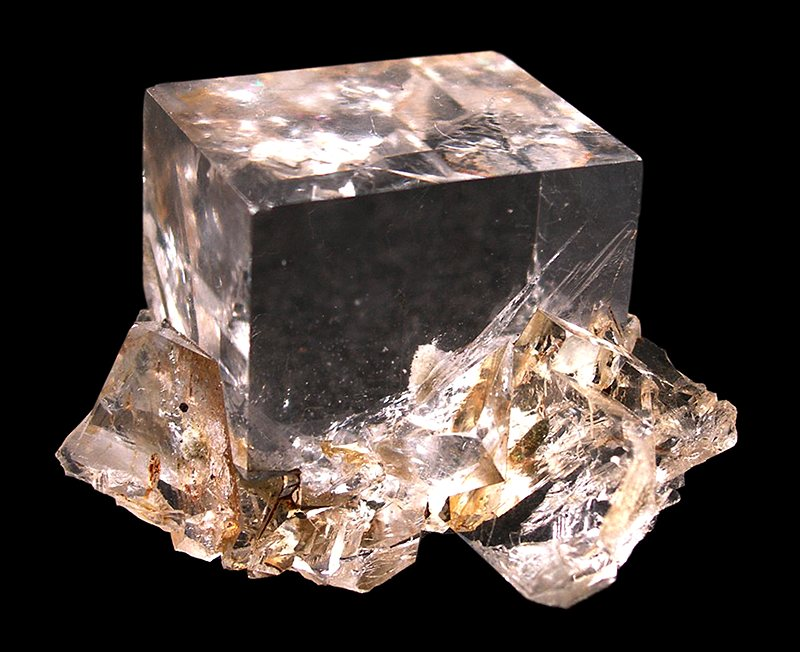
Cub {100}
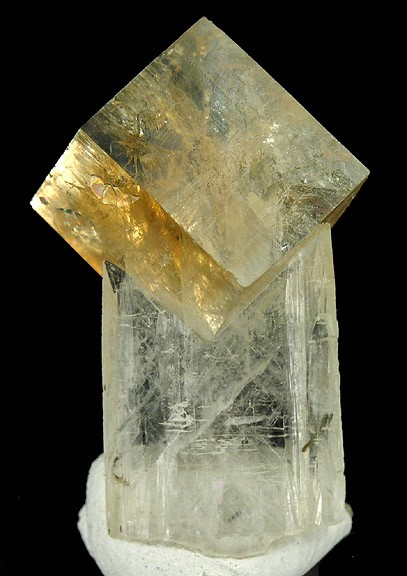
Cub {100}
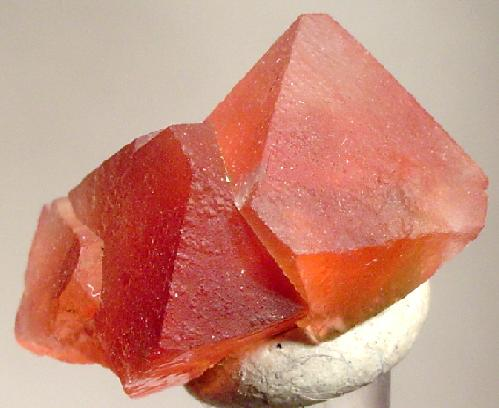
Octaedre {111}
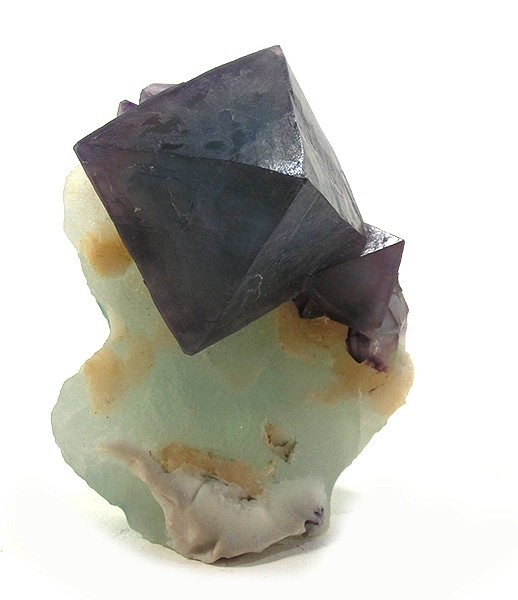
Octaedre {111}
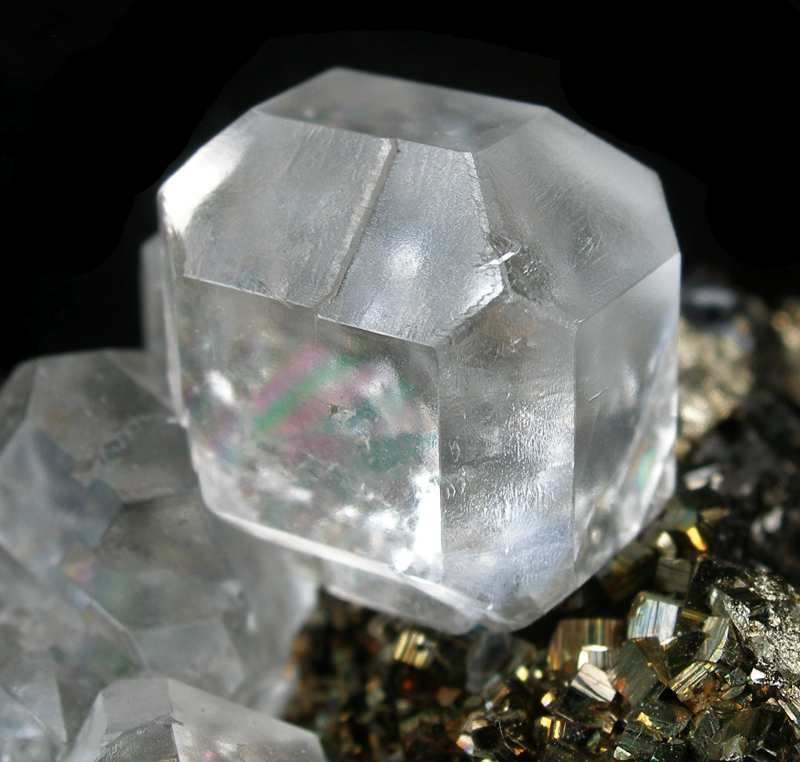
Cub i rombododecaedre {100}, {110}
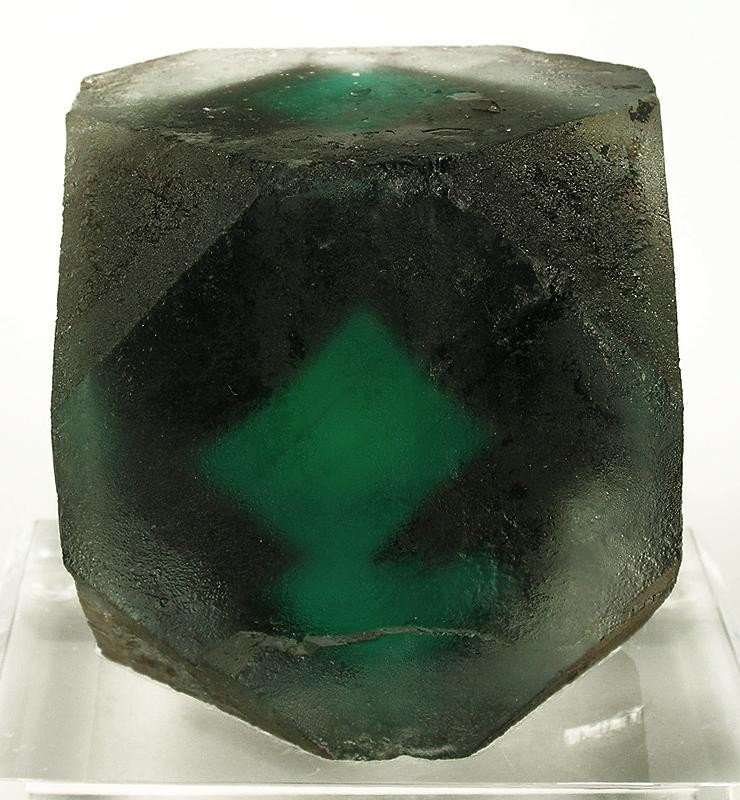
Cub i octaedre (Cuboctaedre) {100}, {111}
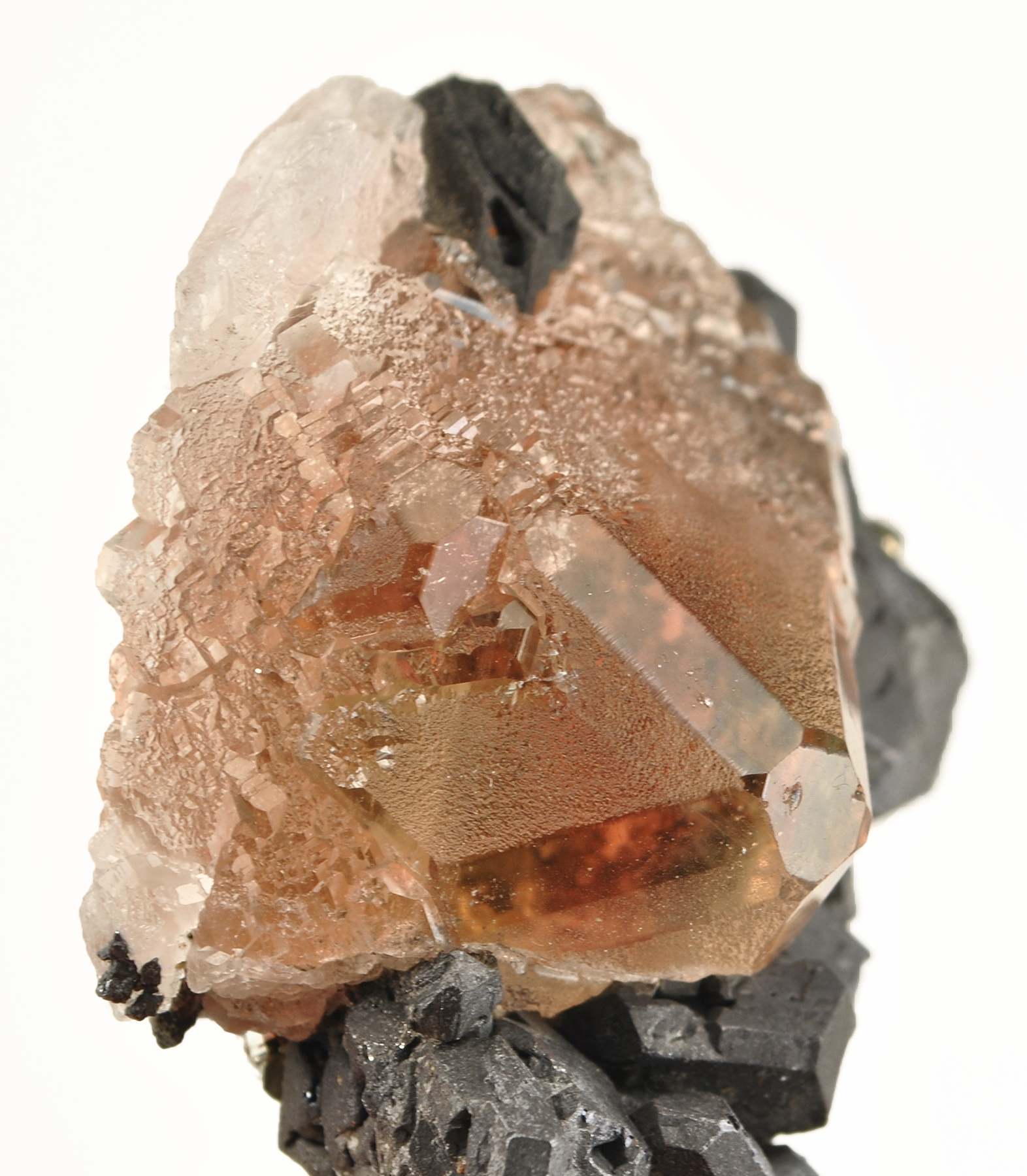
Octaedre, cub i rombododecaedre {111}, {100}, {110}
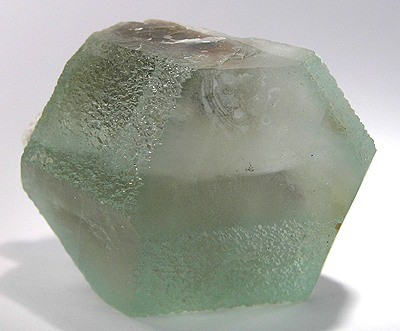
Rombododecaedre, octaedre i cub {110}, {111}, {100}

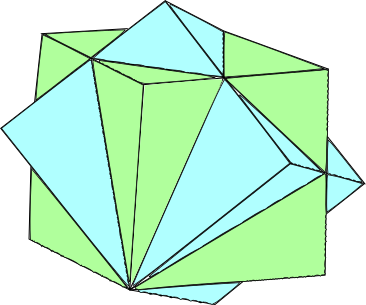
Típica macla de penetració de la fluorita.

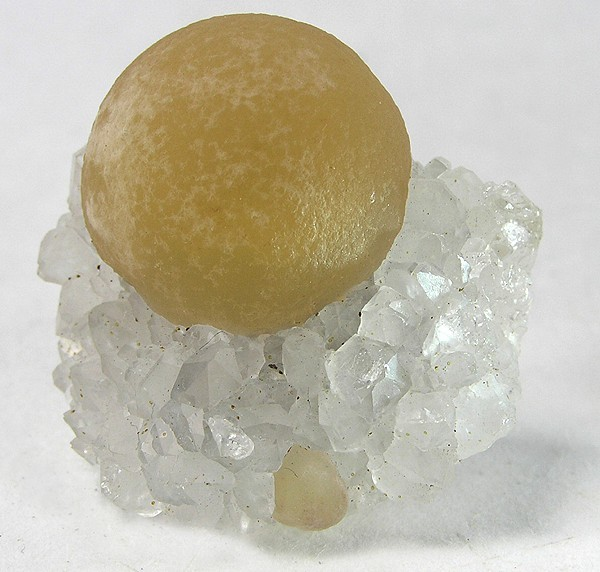
Fluorita esfèrica
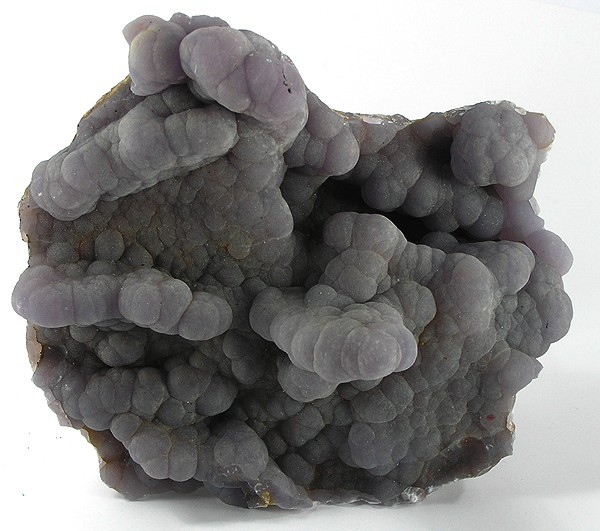
Agregats de fluorita

### Maclat
En la fluorita són freqüents les macles de compenetració (o penetració) amb cubs maclats segons [111]; aquestes macles són les més característiques que presenta la fluorita i són fàcils d'observar, ja que presenten un intercreixement entre dos cubs. Aquesta tipologia de macles són tan característiques de la fluorita que sovint s'anomenen macles de la fluorita o macles de penetració de la fluorita. La fluorita també pot presentar macles de tipus espinel·la, on els cristalls solen ser més aplanats del que és habitual i on un dels dos membres que formen la macla sol ser més allargat que l'altre; aquestes macles són molt rares i només s'han descrit en algunes localitats.

## Estructura cristal·lina

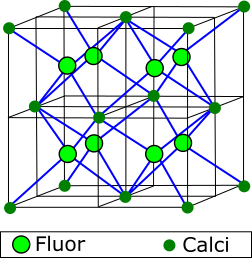
Estructura de la fluorita

L'estructura de la fluorita és relativament senzilla. En aquesta estructura, cada catió de calci (Ca2+) es troba envoltat per vuit cations de fluor (F-) en els vèrtexs del cub. Aquesta estructura és compartida amb altres compostos halurs (CaF₂, SrF₂, BaF₂, CuF₂, CdF₂, SrCl₂ i BaCl₂), òxids (ZrO₂, HfO₂,CeO₂ i UO₂) i oxifluorurs. La seva estructura cristal·lina és tant freqüent a la natura que en moltes ocasions és citada com a «estructura de la fluorita».
Els ions de calci ocupen l'estructura compacta cúbica mentre que els ions de fluor ocupen les posicions tetraèdriques. Els únics ions de la xarxa que es troben en contacte són els ions de fluor (F-F; 2,7 Å. Ca2+-Ca2+; 3,8 Å). La ràtio entre radis iònics és de {\displaystyle {\frac {R_{Ca^{++}}}{R_{F^{-}}}}=0,73}.
En l'estructura, els ions de calci es troben distribuïts als vèrtexs i en els centres de les cares de les cel·les unitat cúbiques mentre que els de fluor es troben als centres de vuit cubs iguals. L'estructura de la fluorita pot deduir-se de la del CsCl, tot substituint el Cl- per F- i cada dos Cs+ un Ca2+. Això genera, alternativament, vacants intersticials cúbiques i dona lloc a l'exfoliació octaèdrica de la fluorita.

Quan se sotmet un cristall o massa de fluorita a difracció de raigs X, s'obtenen diferents pics d'intensitats d'energia:
| Pic (2θ) | Intensitat (%) |
| -------- | -------------- |
| 3,16     | 90             |
| 1,932    | 100            |
| 1,647    | 30             |
| 1,366    | 10             |
| 1,253    | 10             |
| 1,115    | 20             |
| 1,051    | 10             |
| 0,684    | 10             |

### Cel·la unitat

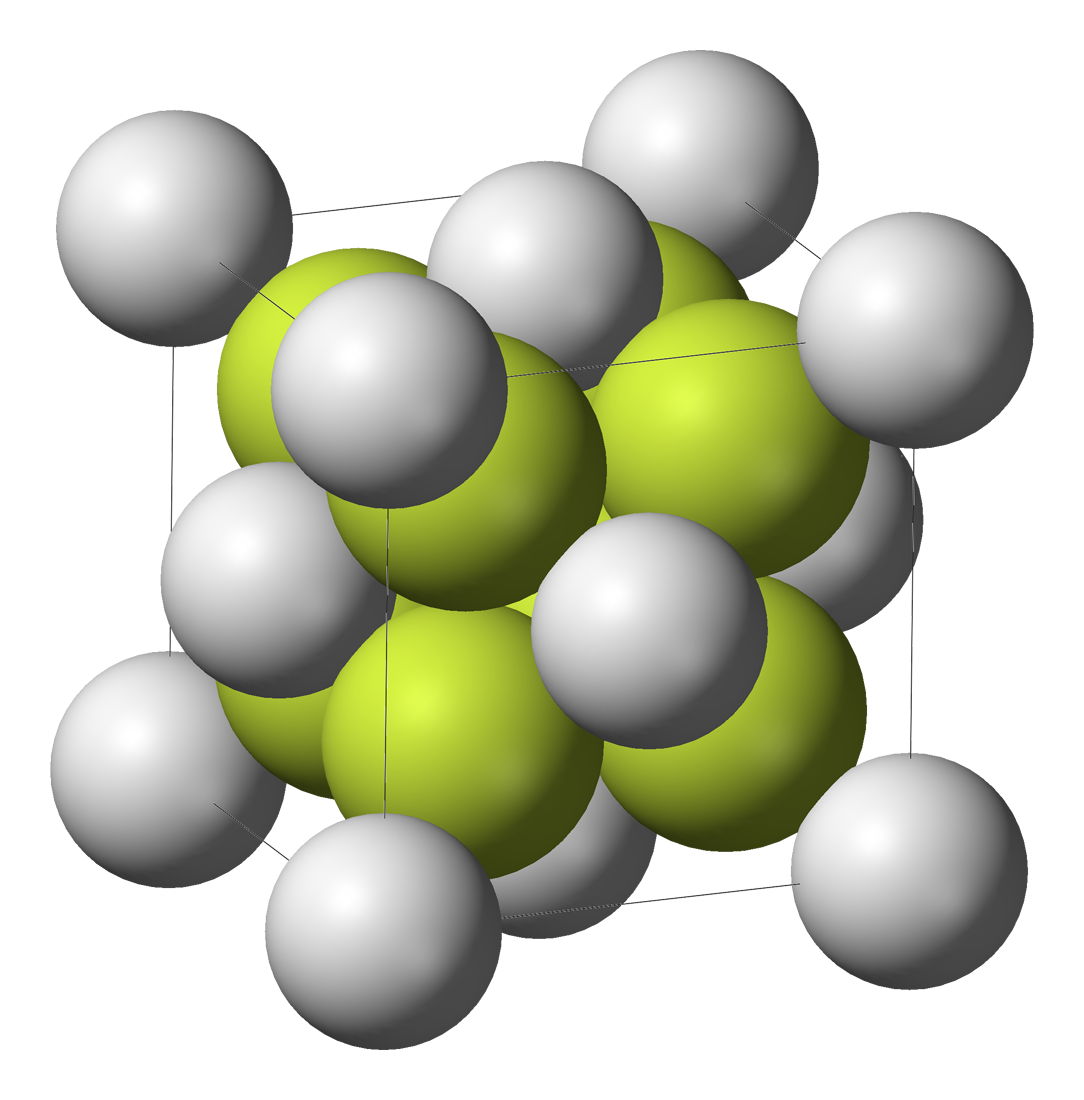
Cel·la unitat de la fluorita

La fluorita és un halur que cristal·litza en el sistema cúbic. Sol presentar-se en forma de cristalls d'hàbit cúbic molt ben formats {100}, sovint amb macles de compenetració de cubs. Menys sovint se'n troba en octàedres {111}. Les altres formes són rares, encara que també se'n poden obtenir octàedres per exfoliació. També se'n troba de manera massiva, compacte o granular. En estat pur és incolora i transparent, encara que en la majoria dels casos presenta diverses coloracions que es poden deure a impureses orgàniques o minerals, les més freqüents van del lila al violeta, però la fluorita també pot ser de color blau, verd, rosa, taronja, groc i de tons menys definits. Moltes varietats mostren fluorescència. L'exfoliació, però, es produeix en tots els casos segons la cara de l'octàedre.
Es descriu com un empaquetament cúbic compacte (FCC) d'àtoms de Ca, en el qual els àtoms de F ocupen tots els buits tetraèdrics. Si es té en compte la relació de radis iònics, aquesta descripció sembla absurda (0,133 nm per a F i 0,099 nm per a Ca2+), ja que els ions F mai no cabrien en els buits de Ca. No obstant això, aquesta descripció reprodueix fidelment les posicions relatives dels àtoms en la cel·la. D'acord amb aquesta descripció, tots els buits octaèdrics de l'estructura estarien vacants. La coordinació del F és tetraèdrica (IC = 4), mentre que la del Ca és un cub (IC = 8).

## Propietats

### Color
La fluorita pot presentar una amplíssima varietat de colors: verd clar, groc, verd blavós, lila, incolor, blanc, rosa, blau o marró. En alguns casos el color pot ser produït per la presència d'hidrocarburs. Alguns cristalls presenten bandes de color variable i fluorescència.
Les causes del color en la fluorita han estat objecte de debat durant diversos anys. La teoria que el color era proporcionat per diferents elements cromòfors com ara el manganès o el ferro fou superada ràpidament. Alguns autors, atribuïren la coloració blava a algunes traces orgàniques, aquesta idea també fou abandonada. La teoria acceptada actualment és la dels centres de color. El CaF₂ presenta propietats que poden generar enormes possibilitats de creació de centres de color en la fluorita. Aquest compost incorpora fàcilment impureses de cations, especialment de terres rares, tot introduint-se oxigen sense dificultat a temperatures inferiors als 100°C. A elevades temperatures l'oxigen es difon amb els cations i produeix estructures moleculars localitzades. Segons alguns autors, els elements de les terres rares entren a la xarxa cristal·lina com a ions trivalents tot substituint els cations de calci (Ca2+). La compensació de càrregues és generada per un ió F- intersticial o un O2- substitucional que produeix una simetria local inferior a la cúbica. Les impureses com l'O2- o el Na+ reforcen la formació de col·loides metàl·lics.
Els centres de color poden formar-se per defectes a la xarxa cristal·lina, normalment per defectes en la xarxa d'ions de fluor; aquests defectes solen ser el resultat d'una radiació d'alta energia, per exemple raigs X, que desplacen l'ió fluor cap a una altra posició de la xarxa; també poden ser conseqüència del creixement de la fluorita en un medi amb excés de calci o l'extracció d'algun ió de fluor per l'aplicació d'un camp elèctric. Com que l'estructura global ha de ser neutra, la posició vacant normalment és ocupada per un electró, formant així un centre de color. En aquests casos, l'aplicació de calor pot restaurar l'estructura de la fluorita sense defectes; quan això passa, el color desapareix o s'atenua.
Com s'ha dit anteriorment, els factors que causen el color són múltiples, la majoria és per la presència d'impureses, tot i que també n'hi ha d'altres. En la fluorita, el color blau és generat per la presència de Fe3+ i Fe2+ acompanyat per la presència de coure; també pot generar-se per la presència de calci col·loidal, la presència de terres rares i l'existència de centres de color associats a itri. El color marró sovint es troba associat a compostos orgànics o la presència de Mn2+, Mn3+ o tori. El color groc es genera per la presencia d'Eu2+, de ferro acompanyat de terres rares, d'OF₂ o OF i d'ozó o centres d'O₃-. Els tons verd-groguencs són causats per la presència d'itri o ceri acompanyats de centres de color. El color verd es produeix per la presència de calci col·loidal, la presència de Fe2+ acompanyat de manganès, crom, níquel o coure; també genera aquest color la presència de Sm2+ i Sm3+. El color taronja és causat per la presència de manganès divalent. Les coloracions que oscil·len del rosa a vermell són causades per Fe3+, per crom acompanyat de Mn3+, per la presència d'YO₂ i per components orgànics. Els colors que oscil·len entre el lila i el negre es produeixen generalment per la presència de calci col·loidal.
- Colors
- Lila
- Blau violàcia
- Blau
- Verd blavosa
- Verda
- Groga
- Taronja
- Vermella
- Rosa
- Incolora

### Zonació
La fluorita pot presentar, de manera general, diferents tipus de zonació, generalment zonacions sectorials o concèntriques. Les zonacions sectorials són conseqüència d'heterogeneïtats composicionals en sectors concrets d'un mateix cristall, mentre que les concèntriques són produïdes per diferències entre els diferents estadis de creixement del mateix cristall.
La zonació pot ser donada tant per diferències de composició química (en la fluorita generalment en el contingut en terres rares), per la distribució dels defectes cristal·lins o per la distribució dels centres de color.
És comú que el color d'algunes mostres de fluorita es divideixi en zones concèntriques; aquest fet indica variacions en les condicions de creixement del cristall, ja que el color depèn molt de les condicions de creixement i de les lleugeres diferències en el fluid a partir del qual cristal·litza el cristall. Alguns autors han observat zonacions concèntriques en mostres naturals irradiades, així com diferències en la intensitat del color en mostres exposades a la mateixa quantitat d'irradiació, fet que indica una susceptibilitat variable al color induït per irradiació (generalment blau o porpra).
Alguns estudis geoquímics van revelar composicions heterogènies en un mateix cristall de fluorita. Aquestes diferències composicionals es donaven en la quantitat de lantànids entre sectors simètricament no equivalents dins de cristalls individuals, fet que es coneix com a zonació sectorial. Els mateixos estudis van concloure que a mesura que un cristall anava creixent, les terres rares s'anaven incorporant preferentment en unes cares en concret, fet que produïa un seguit de zonacions sectorials en els cristalls.
Alguns estudis també han determinat la possibilitat que alguns tipus de zonació associats a defectes cristal·lins estiguin estretament relacionats amb la velocitat de cristal·lització dels cristalls, ja que a major velocitat de cristal·lització hi ha més defectes cristal·lins; en canvi a velocitats més baixes aquests defectes disminueixen.
- Tipus de zonació
- Zonació concèntrica: vegeu com el color tendeix a enfosquir-se cap a les vores.
- Zonació sectorial: vegeu els canvis de color prop dels vèrtexs.
- Zonació concèntrica
- Espècimen que probablement combina diversos tipus de zonació.
- Zonació sectorial
- Zonació concèntrica
- Espècimen que combina zonació concèntrica i sectorial.
- Fluorita zonada.
- Fluorita zonada.
- Fluorita zonada.
- Zonació sectorial (vegeu el canvi de color als vèrtexs).
- Zonació sectorial (vegeu el canvi de color del nucli del cristall).
- Zonació concèntrica.
- Zonació concèntrica que implica més de dues coloracions diferents.
- Zonació sectorial (vegeu el canvi de color dels vèrtexs).

### Propietats químiques
La fórmula química de la fluorita és CaF₂, i, per tant, els elements que formen part de la seva estructura són el calci i el fluor. Diversos elements poden entrar a la seva estructura en diferents quantitats; aquests elements s'anomenen impureses. Generalment com a impureses pot presentar itri, ceri, silici, alumini, ferro, magnesi, oxigen, clor, europi, samari altres terres rares i matèria orgànica. A la següent taula es resumeixen diferents exemples de composició química de fluorites: (1)-fluorita groga; (2)-fluorita rosa; (3)-fluorita blau-verdosa; (4)-varietat incolora; (5)-varietat lila; (6)-varietat de color blau clar; (7)-varietat de color lila clar; (8)-varietat de color verd; (9)-fluorita procedent de Trentino - Alto Adige, Itàlia; (10)- fluorur de calci pur. Per a fer-ho més visible, s'ha aplicat el color de la fluorita analitzada al títol de la columna corresponent:
| Element                                                          | (1)   | (2)   | (3)   | (4)   | (5)   | (6)   | (7)   | (8)   | (9)   | (10)  |
| Ca (%)                                                           | 47,85 | 46,34 | 51,92 | 51,85 | 51,79 | 51,41 | 52,00 | 50,74 | 51,24 | 51,33 |
| F (%)                                                            | resta | resta | resta | resta | resta | resta | resta | resta | 48,29 | 48,67 |
| Na (%)                                                           | 0,88  | 0,97  | 0,96  | 0,87  | 0,84  | 0,94  | 0,87  | 1,05  | -     | -     |
| Fe (%)                                                           | 0,01  | 0,02  | 0,01  | 0,01  | 0,015 | 0,01  | 0,01  | 0,01  | -     | -     |
| K (%)                                                            | -     | 0,14  | 0,09  | 0,17  | 0,17  | 0,16  | 0,20  | 0,10  | -     | -     |
| Mg (%)                                                           | 0,01  | 0,04  | 0,009 | 0,008 | 0,1   | 0,017 | 0,009 | 0,02  | 0,03  | -     |
| Y (-)                                                            | *     | *     | -     | -     | -     | -     | -     | -     | -     | -     |
| Si (%)                                                           | -     | -     | -     | -     | -     | -     | -     | -     | 0,005 | -     |
| Sr (ppm)                                                         | 19,2  | 38,5  | 17,19 | 15,4  | 9,0   | 8,7   | 9,0   | 9,3   | -     | -     |
| *L'itri s'ha analitzat qualitativament i no pas quantitativament |       |       |       |       |       |       |       |       |       |       |

### Propietats físiques
La fluorita sol presentar hàbits cúbics i exfoliació octaèdrica {111} perfecta. Els espècimens poden oscil·lar de transparents a translúcids amb una lluïssor vítria. La seva duresa és de 4 en l'escala de Mohs, on és l'espècie mineral de referència per a aquesta duresa. La lluïssor és vítria i la ratlla és blanca. Presenta una densitat habitual entre 3,175 i 3,184 g/cm³ que pot augmentar fins als 3,56 g/cm³ a conseqüència de la substitució del calci per algunes terres rares i altres elements com ara Li+, Na+, K+, Mg2+, Mn2+, Fe2+, Fe3+, Zn2+, Sr2+, Y3+, Zr4+, Ba2+, Pb2+, Th4+, U4+, i lantànids. La fluorita també presenta macles; principalment en {111} com a cubs interpenetrats o macles tipus espinel·la.
El valor del paràmetre de la cel·la elemental del CaF₂ pur és 5,462 Å. L'entrada de cations com ara l'Y i el Ce eleva lleugerament el valor. Alguns estudis demostren que les fluorites naturals contenen al voltant d'un 14% d'YF₃ a la xarxa. També s'ha comprovat un augment lineal de la cel·la elemental a mesura que varia el percentatge d'YF₃, prenent valors de 5,500 Å per a un 20%, 5,537 Å per a un 40% i una transformació de cel·la cúbica a hexagonal a partir del 55%. Alguns autors argumenten que la substitució d'estronci per calci produeix un augment de la mida de la cel·la de 0,0055 Å.

### Propietats òptiques
La fluorita cristal·litza en el sistema cúbic (isomètric), i per tant, és un mineral isòtrop des d'un punt de vista òptic. A conseqüència de la cristal·lització en el sistema cúbic, la fluorita mai presenta pleocroisme ni birefringència, així com tampoc un angle 2V ni dispersió òptica. En alguns casos, els cristalls de fluorita deformats per una certa pressió poden presentar una lleugera birefringència. Per altra banda, la fluorita és un mineral típicament fluorescent i certes vegades fosforescent, termoluminiscent i triboluminiscent. Depenent dels activadors (impureses), la fluorita presentarà fluorescència de diversos colors (blau, blanc, vermell, rosa...).

#### Fluorescència i fosforescència

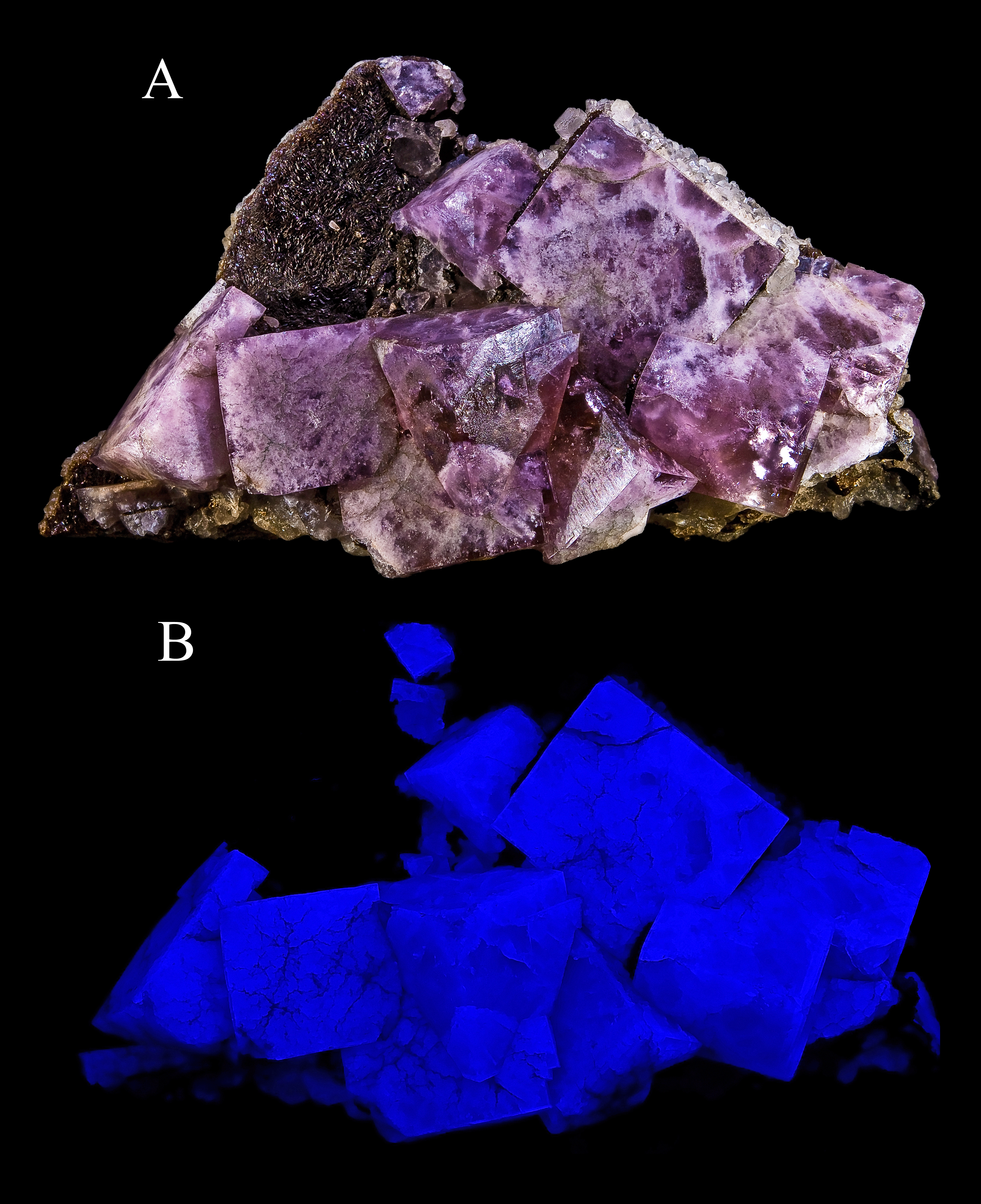
A: fluorita de color lila vista sota llum normal. B: fluorita de color lila vista sota llum ultraviolada. Procedent de la mina Boltsburn, Anglaterra, Regne Unit

La fluorita té una estreta relació amb el fenomen òptic conegut com a fluorescència. L'any 1852, George Gabriel Stokes va anomenar aquest fenomen com a fluorescència a partir del nom de la fluorita.
Molts espècimens de fluorita presenten fluorescència en ser irradiats amb llum ultraviolada. La fluorescència implica l'excitació dels electrons tot augmentant la seva energia; tot seguit, els electrons retornen progressivament al seu estat inicial. Durant aquest procés, emeten la llum visible que s'observa durant el fenomen. En el cas de la fluorita, la llum emesa sol ser blava, vermella, lila, groga, verda o fins i tot blanca. La fluorescència en la fluorita es dona per la presència d'itri, iterbi o erbi, així com matèria orgànica i hidrocarburs volàtils que es troben dins de la xarxa cristal·lina. Particularment, la fluorita amb fluorescència blava procedent d'alguns indrets de la Gran Bretanya (la responsable del nom de la fluorescència), presenta fluorescència a conseqüència de les inclusions d'europi divalent (Eu2+) a la xarxa.
Com s'ha dit anteriorment, la fluorescència en la fluorita es genera per les inclusions que es troben a la seva xarxa; aquest fet implica que cada fluorita (tot i haver-se collit al mateix punt) presenti una fluorescència característica, sigui en color o en intensitat. Tot i això, la llum ultraviolada no és un mètode fiable per a la identificació d'espècimens o varietats en general, però sí per identificar la fluorita quan es troba associada a altres minerals.
La fluorita també pot presentar el fenomen conegut com a fosforescència. En aquest cas, la fluorita té la capacitat d'absorbir energia i emmagatzemar-la, per emetre-la posteriorment en forma de llum. El mecanisme físic d'absorció d'energia és el mateix que per a la fluorescència; la principal diferència recau en el retard temporal entre l'absorció i l'emissió de l'energia. La durada de la fosforescència és termodependent (depèn de la temperatura), i per tant, cada mineral té una ràtio de decreixement de la fosforescència associat a la temperatura.

## Minerals relacionats
Els minerals relacionats amb la fluorita per la seva estructura o composició química semblant són:

## Formació i tipologia dels dipòsits

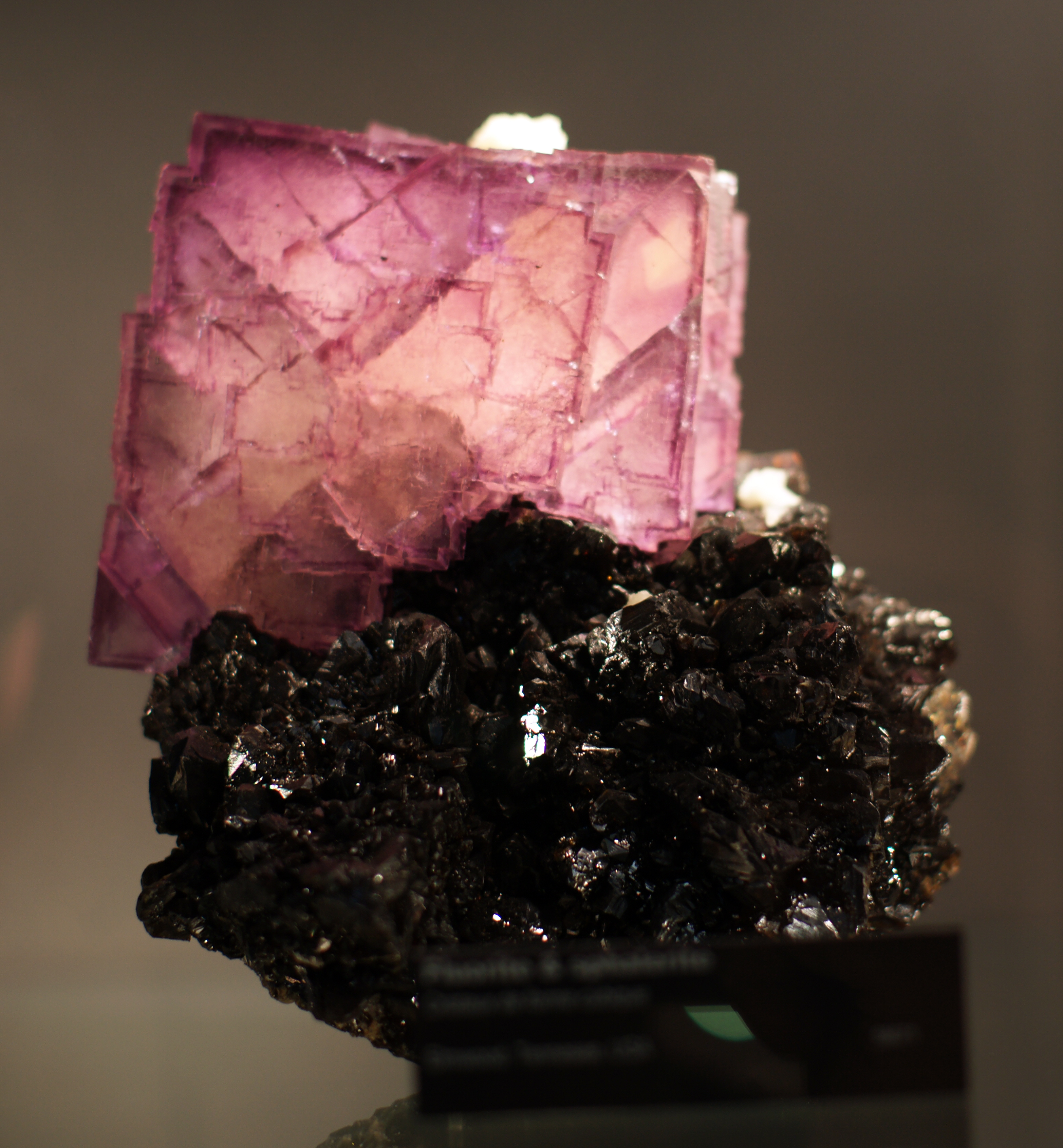
Fluorita (rosat) amb esfalerita (negre).

La fluorita és un mineral molt difós a la natura que es troba en un gran ventall d'ambients geològics i en tots els continents. Es presenta formant bosses en forma de geodes o druses i ocupant esquerdes i buits. Sol aparèixer en els dipòsits de minerals metàl·lics com a ganga, i en alguns llocs on és molt abundant s'explota com a font de fluorur de calci. Normalment la fluorita es diposita de manera hidrotermal a partir d'intrusions ígnies o processos diagenètics profunds. En aquests casos, les mineralitzacions solen omplir cavitats o fissures en la roca existent, típicament en carbonats.
Principalment i de manera resumida, es pot dir que la fluorita es troba en quatre tipologies de dipòsits que resumidament són: dipòsits en vetes, dipòsits de reemplaçament, concentracions residuals a partir de la meteorització de dipòsits primaris i com a mineral accessori en complexos granítics, carbonatítics i alcalins.
Els dipòsits de tipus veta són la primera font econòmica de la fluorita; en aquests casos, sol trobar-se associada a menes metàl·liques de plom, zinc, plata i a barita. En aquest tipus de dipòsits les mineralitzacions de fluorita solen formar cossos lenticulars associats a fissures o zones de cisalla. També són característics els dipòsits de tipus stockwork amb múltiples vetes mineralitzades. Un exemple d'aquest tipus de dipòsits són les zones dels EUA de Nou Mèxic i Colorado, així com les mines Bor Undur, Khajuu Ulann, Ayrag i Urgan de Mongòlia.
En els dipòsits de reemplaçament és possible que la fluorita s'hagi format a partir de metasomatisme tot alterant la roca carbonàtica encaixant. Les zones de reemplaçament solen estar controlades estructuralment, principalment per plecs o falles que es troben en complexos dolomititzats o en zones de contacte amb roques ígnies intrusives. En aquests casos, els dipòsits de fluorita es troben associats a calcita, dolomita, quars, galena, esfalerita, pirita, marcassita, barita i celestina. Els dipòsits relacionats amb formacions carbonatades tenen representació arreu del món com ara al districte de Cave-in-Rock (Illinois); Coahuila (Mèxic); Transvaal (Sud-àfrica). Exemples de dipòsits relacionats amb roques ígnies són: Rio Verde, San Luis de Potosí i Aguachile (Mèxic).
Les concentracions residuals es formen per meteorització de dipòsits primaris i poden ser trobats en les proximitats de dipòsits preexistents com ara a Astúries o Illinois.
Com s'ha dit anteriorment, la fluorita també es troba com a mineral accessori rar d'algunes roques plutòniques (àcides tipus LIF o bàsiques alcalines) i en les seves pegmatites i silexites o derivats hidrotermals, amb altres minerals rics en fluor i, a vegades, amb minerals de terres rares (REE); més rarament en els seus equivalents volcànics (riolites amb topazi), amb beril, bertrandita, pseudobrookita, granat, hematites, topazi, cassiterita, bixbyïta i minerals de niobi. A més a més de trobar-se associada a aquests minerals també pot trobar-se juntament amb quars, dolomita, calcita, barita, celestina, wolframita, scheelita, apatita i alguns sulfurs. També és freqüent trobar-lo com a mineral accessori en sienites, al voltant de fumaroles, en carbonatites i en cossos intrusius alcalins. També es troba en vetes d'alguns dipòsits hidrotermals i en dipòsits estratolligats així com en forma de ciment en gresos. En filons hidrotermals d'alta temperatura es troba associada amb minerals d'estany-wolframi, topazi, beril, etc. En filons de baixa temperatura, es troba associada a baritina, calcita, etc. També es troba en dipòsits exhalatius, kàrstics o diagenètics, reemplaçant carbonats (ritmites diagèniques) o com a ciment en roques detrítiques. També s'ha descrit en skarns, carbonatites, llacs alcalins i com a mineral rar en crostes de la part superior de dipòsits evaporítics, associada a carbonats.
La fluorita és un mineral rellevant en la formació d'alguns tipus de roques rares com ara les trowlesworthites, el nom obsolet per a referir-se a un tipus de pòrfirs granítics constituïts per ortòclasi, turmalina i fluorita; o les borengites, unes roques ultrapotàssiques formades per ortòclasi, fluorita i sericita. També es troba com a mineral accessori en greisens.

## Dipòsits, jaciments i localització

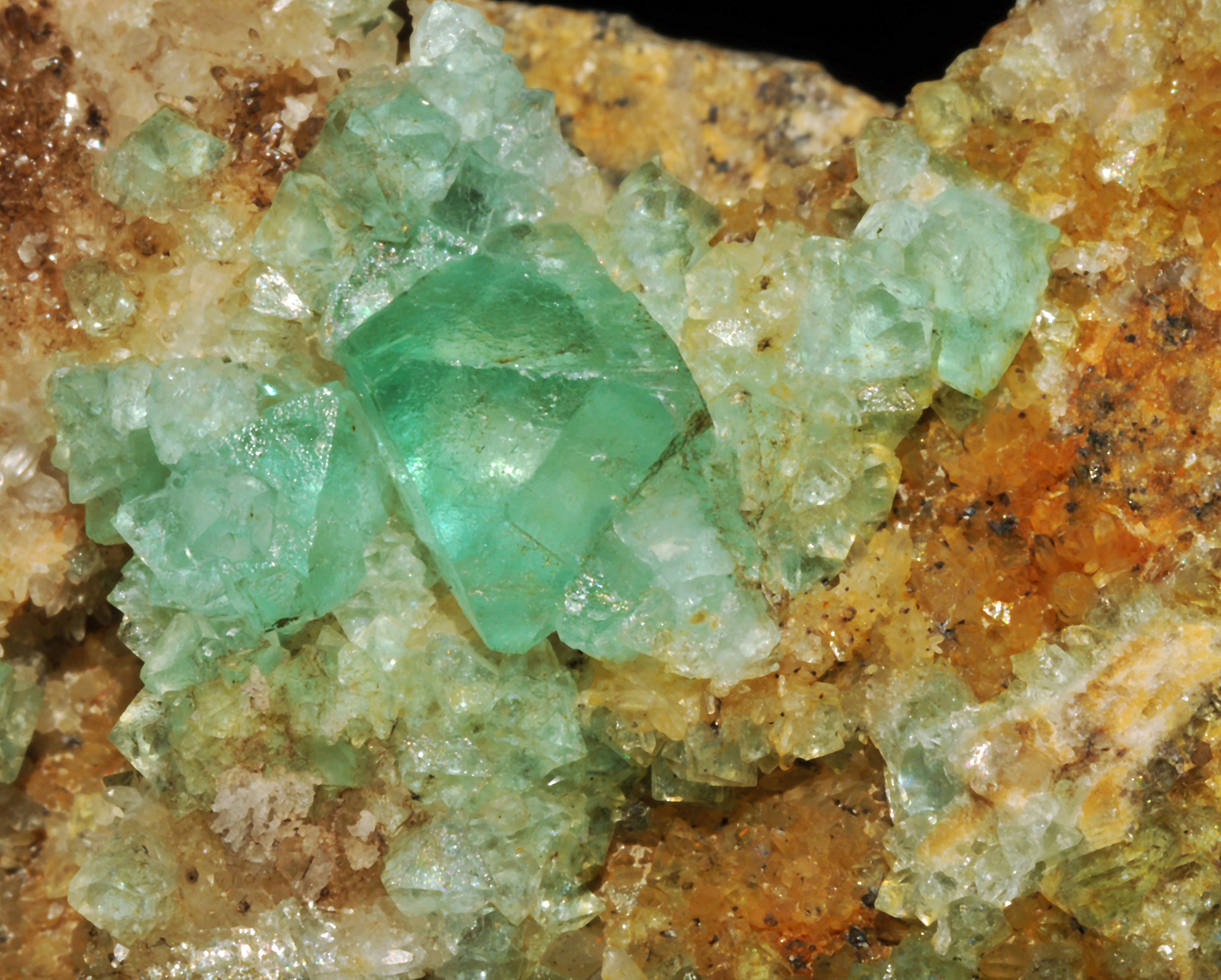
Fluorita de la Pedrera Berta, als termes municipals de Sant Cugat del Vallès i El Papiol

### La fluorita als territoris de parla catalana
La fluorita no ha estat descrita ni a l'Alguer ni a Andorra. A les Illes Balears, la fluorita ha estat descrita a Sant Joan de Labritja (Eivissa), mentre que a la Franja no s'ha descrit. Al País Valencià ha estat descrita a l'Estret de Busot i a Sant Vicent del Raspeig, prop del túnel de l'AP-7; ambdues localitats a la província d'Alacant. A Catalunya s'ha descrit en diverses localitats. Les més rellevants són les mines de Gualba, els afloraments de Singuerlín, les mines d'Osor i la mina Atrevida; també són força coneguts els exemplars octaèdrics de color verd molt luminescents de la mina i pedrera Berta (terme municipal de Sant Cugat del Vallès, Vallès Occidental) i els cúbics de diversos colors de Sant Marçal del Montseny (Viladrau, Osona). A continuació s'enumeren les mines, pedreres i afloraments més rellevants on s'ha descrit la presència de fluorita a Catalunya. Aquest llistat és només orientatiu, i en cap cas descriu la totalitat de mines on s'ha descrit la fluorita, sinó les més rellevants.
- Mina Juanita, Sant Pere Màrtir, Barcelonès[47]
- La Vallençana, Santa Coloma de Gramenet, Barcelonès[47]
- Aflorament a Singuerlín, Santa Coloma de Gramenet, Barcelonès[47]
- Can Franquesa, Santa Coloma de Gramenet, Barcelonès[47]
- Pedrera i mina Berta, Sant Cugat del Vallès-el Papiol, Vallès Occidental-Baix Llobregat[47]
- Mina Teresita, Montcada i Reixac, Vallès Occidental[47]
- Pedreres de Gualba, Gualba, Vallès Oriental[47]
- Pedrera Aymar, Gualba, Vallès Oriental[47]
- Pedrera de Can Donadeu, Sant Fost de Campsentelles, Vallès Oriental[47]
- Pedrera de Can Rovira (Can Rovireta), Sant Fost de Campsentelles, Vallès Oriental[47]
- Cap de Creus, Cadaqués, Alt Empordà[47]
- Mina Sant Pare, Anglès, La Selva[47]
- Mines d'Osor, Osor, La Selva[47]
- Mines del Puig de Sant Julià, Sant Julià del Llor i Bonmatí, la Selva[47]
- Mina Matagalls, Viladrau, Osona[47]
- Sant Marçal, Viladrau, Osona[47]
- Mina de barita, Alforja, Baix Camp[47]
- Mina de barita, Castell d'Escornalbou, Vilanova d'Escornalbou, el Baix Camp[47]
- Mina Atrevida, Vimbodí, Conca de Barberà[47]
- Mina Balcoll, Falset, Priorat[47]
- Mina Maria Magdalena, Ulldemolins, el Priorat[47]

### La fluorita a la resta del món
Algunes localitats notables són a Anglaterra, concretament a Cornualla, Durham, Weardale, Castleton i Derbyshire. A França es troben fluorites a Varm Le Beix, Puy-de-Dôme, i al Mont Blanc a prop de Chamonix. A Suïssa són rellevants les fluorites de Göscheneralp, Uri. A Alemanya se’n troben a Wöldendorf, Baviera i a la mina Clara, a prop d'Oberwolfach. A Espanya són rellevants les fluorites de Berbes, La Collada i Caravia (Astúries). Al Kazakhstan se n'han descrit exemplars a la Kara Oba. A Rússia s'ha descrit a la mina Nikolaey (Dalnegorsk) i a altres mines de Dalnegorsk, on s'han descrit exemplars de més de 20 cm. A la Xina són rellevants els exemplars trobats a la mina Xianghuapu (Hunan). La mina més gran del món es troba a Mèxic, a l'estat de San Luis Potosí també a Mèxic s'han descrit exemplars a Naica (Chihuahua), a Músquiz (Coahuila) i a la mina Ojuela (Durango). Als EUA hi ha exemplars rellevants a Macomb (Nova York), a Clay Center (Ohio), a Rosiclare i Cave-in-Rock (Illinois), a la mina Elmwood (Tennessee), a la mina Sunnyside (Colorado) i al dipòsit de Pine Canyon (Nou Mèxic). Al Canadà s'han descrit exemplars a Mados (Ontario) i a la mina Rock Candy (Colúmbia Britànica). A Perú se n'han trobat exemplars a Huanzala (Huánuco). També hi ha exemplars rellevants a la mina Okorusu (Namíbia) i Nagar (Pakistan).

## Varietats
Es coneixen diverses varietats de fluorita:
- L'antozonita, o stink-fluss, és una varietat de fluorita, especialment de Wölsendorf (Alemanya), que emet una olor de HF i ozó en ser molta, a causa de la presència interna de fluor i calci lliures, i la interacció d'aquests components amb aigua després de la molta.[50]
- La Blue John és el nom que rep una varietat de bandes blanc-morades, aplicat pels locals a Anglaterra. Trobada originàriament a Castleton, Derbyshire, Anglaterra.[51]
- La cerfluorita és una fluorita que conté ceri, coneguda com a fase sintètica.[52]
- La clorofana és una varietat que exhibeix termoluminiscència verda, descrita originàriament a Sibèria.[53]
- La fluorita estròncica és una varietat que conté entre un 2% i un 18% d'estronci a la seva massa. La seva fórmula és (Ca,Sr)F₂.[54]
- La itrocerita és una varietat rica en itri i ceri, amb fórmula (Ca,Y,Ce)F₂.[55]
- La itrofluorita és una varietat que conté una quantitat apreciable d'itri prenent el lloc dels anions de calci en l'estructura de la fluorita, amb fórmula (Ca1-xYx)F2+x, on 0,05< x <0,3.[56]
- La ratovkita és una varietat fina-dispersa d'origen sedimentari i amb un profund color violeta, descrita per primera vegada a prop de Moscou a començaments del segle xx.[57]

Varietats
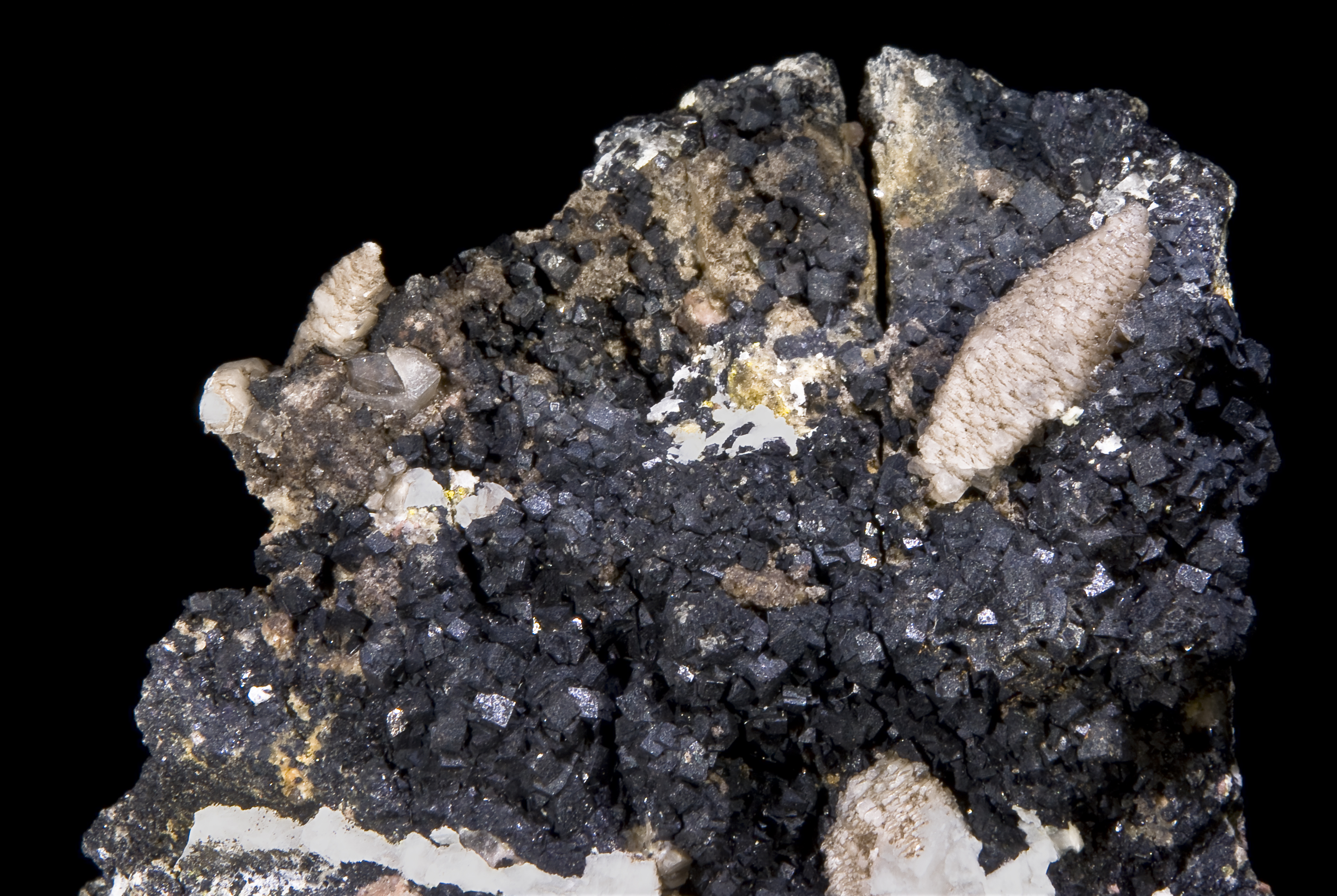
Antozonita
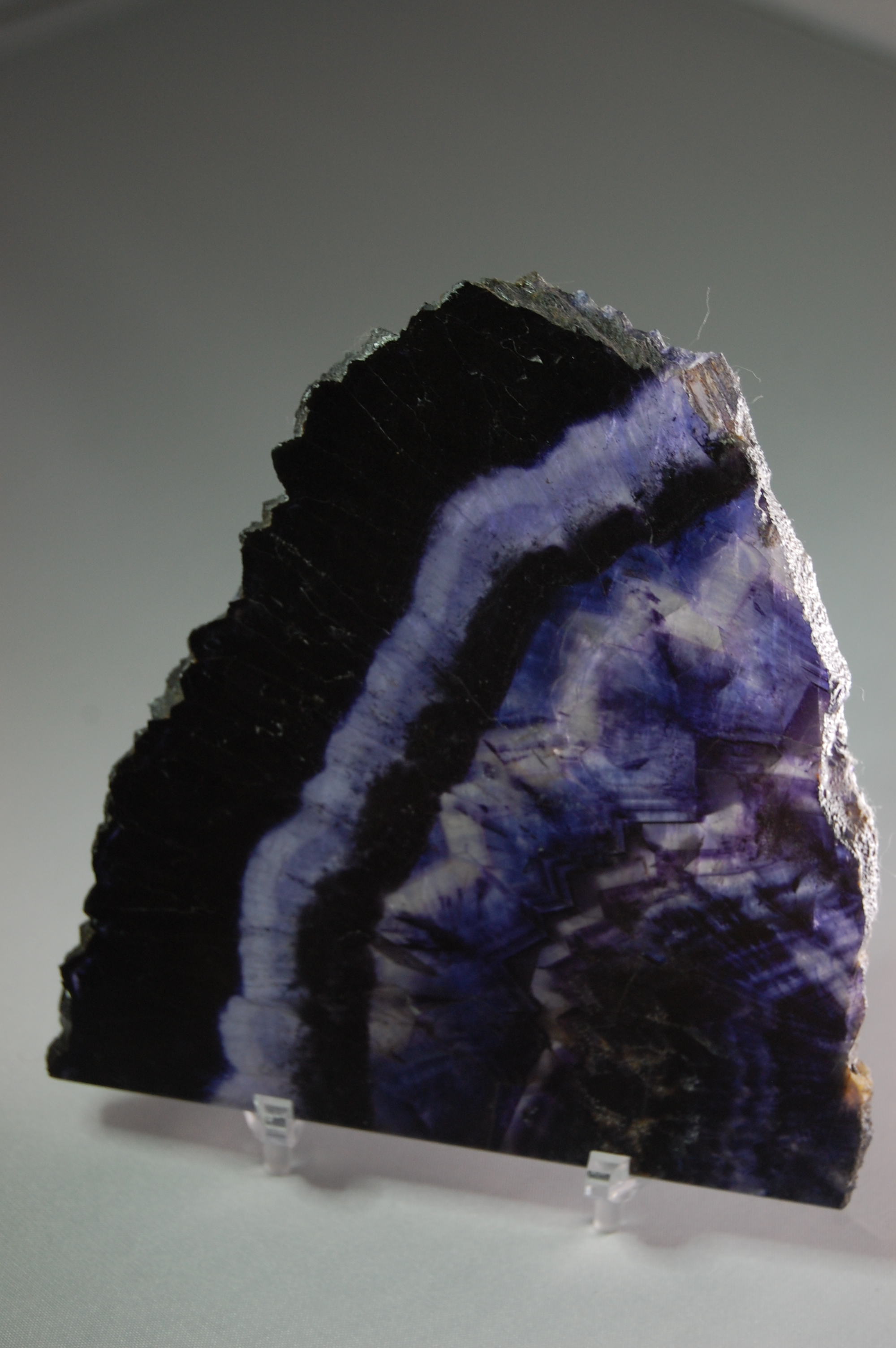
Blue John
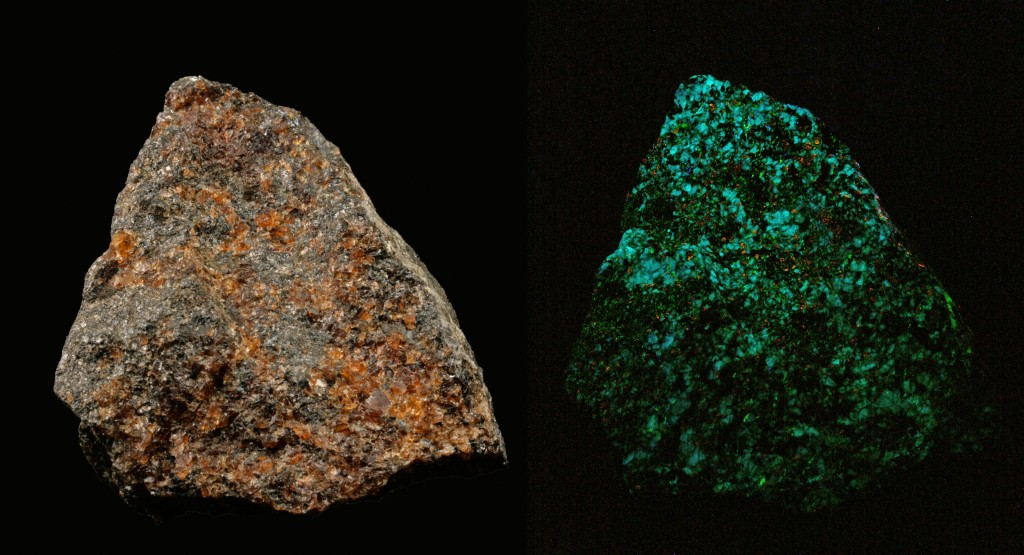
Clorofana
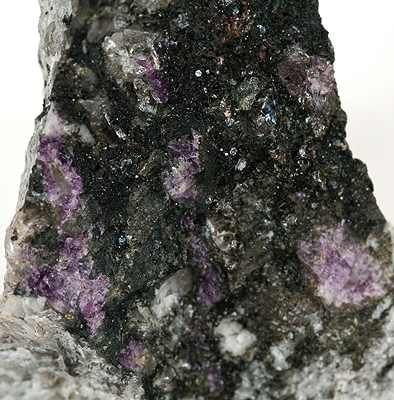
Itrocerita
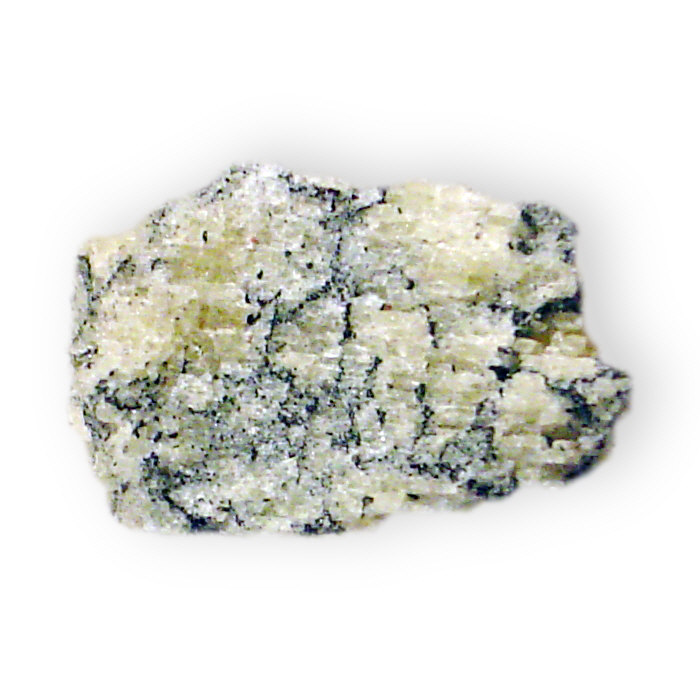
Itrofluorita

## Explotació econòmica

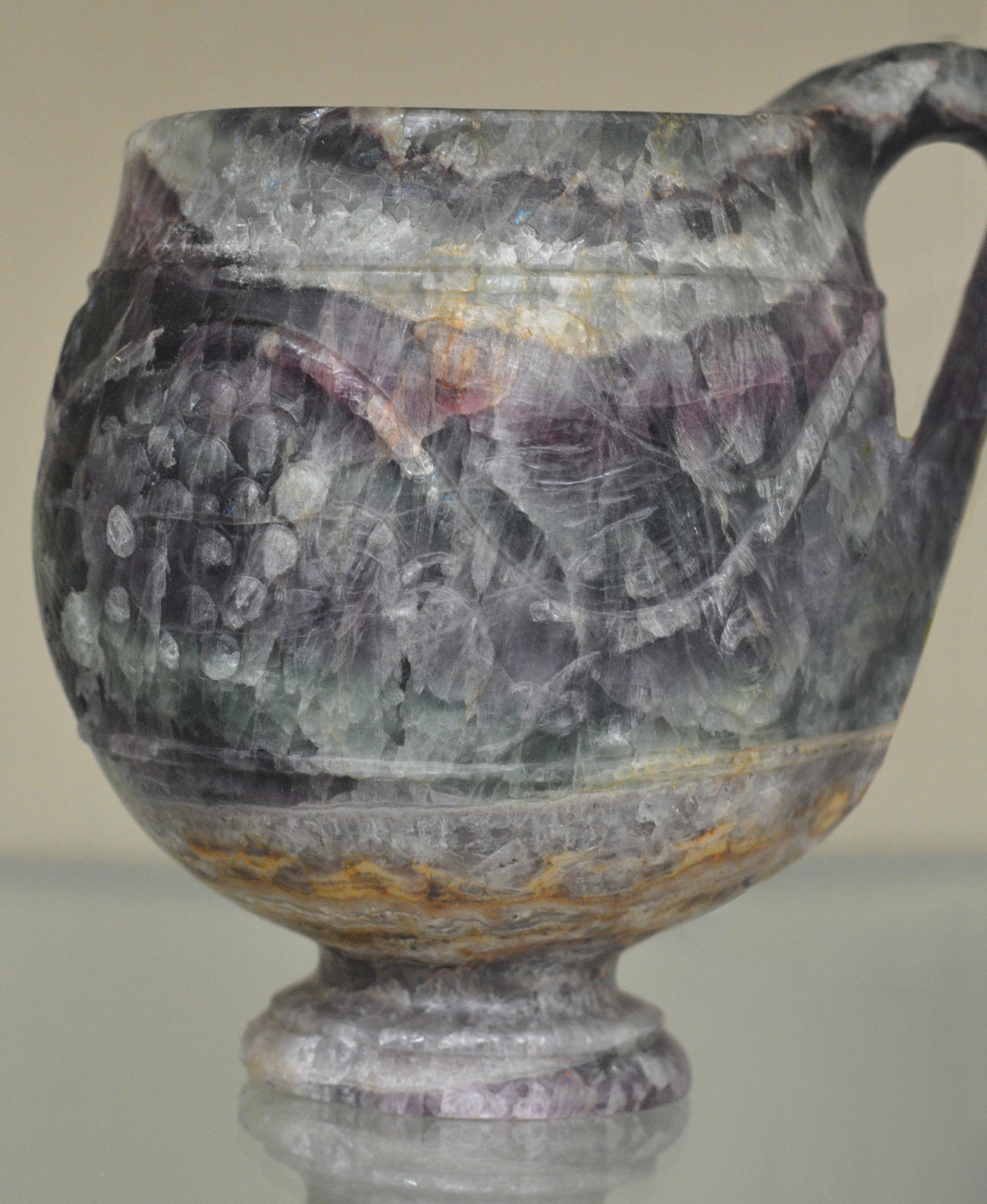
Copa Barber (50-100 d.C). Objecte fet de fluorita i exposat al Museu Britànic.

### Història
La fluorita va ser usada inicialment per grecs i romans de manera ornamental, sobretot per a la creació de vasos, copes i taules. Diferents pobles com ara els xinesos i els indis natius americans també tallaven figures i ornaments a partir de cristalls grossos de fluorita.
La mineria del fluorspar o fluorita va començar a Anglaterra cap al 1775; als EUA l'extracció econòmica del mineral es va iniciar entre 1820 i 1840 en diversos indrets alhora. La producció i extracció va augmentar i es va estimular amb l'auge de les indústries ceràmiques, de l'acer, de l'alumini i la indústria química, sobretot durant la primera i segona guerra mundial. Amb el temps, els usos del fluor i la fluorita anaren augmentant; en són exemples els fluorocarbonis (1931) i l'ús com a catalitzador de l'àcid fluorhídric per als processos d'alquilació de fuels octans (1942). També és rellevant l'ús que tingué la fluorita en la separació, per flotació diferencial, de la galena i l'esfalerita durant els anys 30, tècnica que cap al 1940 s'aplicava a altres minerals, facilitant-ne i augmentant-ne la producció. La producció de fluorspar caigué en picat després del Protocol de Montreal que limitava fortament l'ús de fluorocarbonis, així com amb el Protocol de Kyoto que limitava el dels fluorocarbonis hidrogenats. Cap als anys 2000, alguns països en vies de desenvolupament com ara la Xina o Mongòlia, començaren a produir fluorita altre cop per a satisfer les demandes internes de fluor. Durant la crisi econòmica de 2008, la producció mundial caigué un 3%, sobretot per la caiguda de vendes del sector automobilístic que emprava l'acer per a la producció de vehicles.

### Graus
La fluorita comercial és classificada, d'acord amb la seva qualitat, en graus. Aquests graus es basen en el contingut de CaF₂ i en la quantitat d'impureses, com ara calcita, quars, sofre, arsènic i plom, que pot tenir el mineral. Els graus són els següents:
- Grau àcid: presenta un mínim de 97% de CaF₂, fins a un 1,5% de CaCO₃, un 1,0% de SiO₂, entre un 0,03 i un 1,0% de sofre, 10-12 ppm d'arsènic i 100-500 ppm de plom.
- Grau metal·lúrgic: també anomenat metspar, presenta un mínim de 80% de CaF₂, i un màxim del 15% de SiO₂, 0,3% de sofre i 0,5% de plom.
- Grau ceràmic: 80-96% de CaF₂ i fins al 3% de SiO₂.

### Usos
La fluorita és emprada per una gran varietat d'activitats malgrat que és un mineral difícil de treballar degut a la seva fragilitat. Els usos principals són la metal·lúrgia, la ceràmica i la indústria química; també és utilitzada en la indústria òptica i pels lapidaris. El fluoespar, el nom amb què s'anomena la fluorita quan es ven processada o en grans quantitats, es divideix en tres graus diferents: àcid, ceràmic i metal·lúrgic. L'ús principal de la fluorita ha estat la producció d'àcid fluorhídric, material essencial en la fabricació de criolita sintètica i de fluorur d'alumini per a la indústria de l'alumini, i en moltes altres així com que aplicacions de la indústria química. La fluorita és un flux comú en la fosa d'acer. També és usada en la indústria del ciment per incorporar altres materials al clínquer i en la fabricació d'abrasius i articles de soldadura. També és usada, mitjançant complexos processos de tractaments, per a la fabricació d'objectius d'aparells òptics d'alta qualitat, com ara lents apocromàtiques en microscopis i telescopis. La varietat clorofana s'utilitza com a gemma.

#### Àcid fluorhídric
El fluoespar de grau àcid es caracteritza per ser un material d'alta puresa utilitzat en la indústria química. Per a vendre's en aquest grau ha de contenir més d'un 97% de CaF₂. Tot i que aquest grau té poques aplicacions, és un dels graus més venuts. És utilitzat principalment en la indústria química per a fabricar àcid fluorhídric (HF); el qual és alliberat del mineral per l'acció de l'àcid sulfúric concentrat. L'àcid fluorhídric es forma a partir d'escalfar una barreja de fluorita de grau àcid amb àcid sulfúric:
CaF₂(s) + H₂SO₄ → CaSO₄ (s) + 2 HF(g)

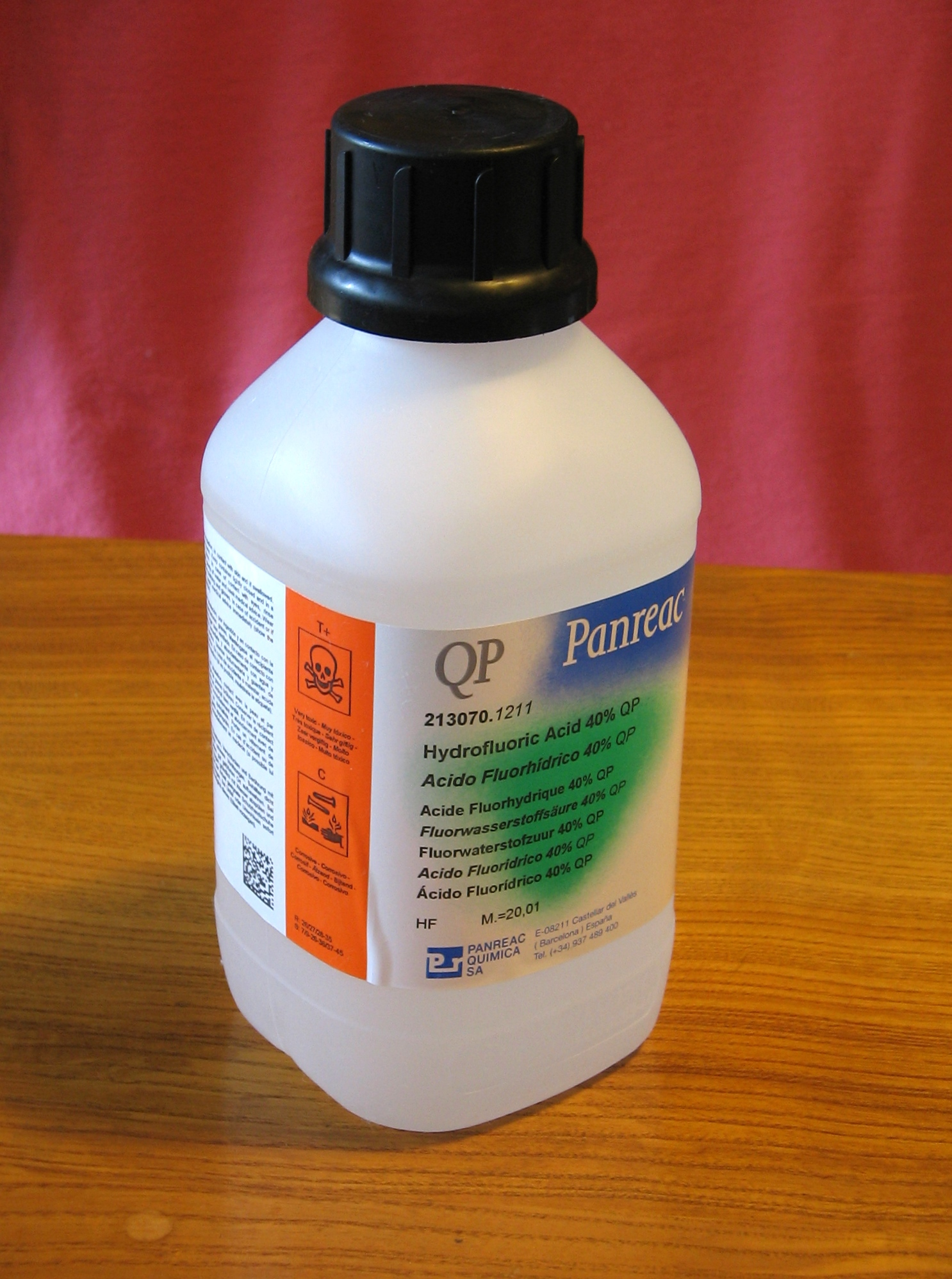
Ampolla d'àcid fluorhídric (és feta de plàstic ja que el vidre reacciona amb l'àcid).

A partir de l'àcid fluorhídric es fabriquen diversos productes com compostos químics de fluorocarboni, refrigerants, productes antiespuma i una àmplia varietat de productes químics amb fluor.
 Per a la formació d'àcid fluorhídric són especialment rellevants les quantitats de sílice, carbonats i sulfurs, ja que la sílice disminueix el rendiment del fluorhídric mentre que el carbonat fa augmentar la quantitat de sulfúric que es necessita per a la formació de l'HF. Habitualment s'usen 2,2 tones de fluorita per a produir 1 tona d'àcid fluorhídric.

#### Fluorocarbonis
Històricament, un dels principals grups químics que emprava més HF eren els fluorocarbonis. Aquests compostos van ser emprats cap a la dècada de 1930 per primer cop, sobretot per indústries que cercaven productes químics més benignes que l'amoni o el diòxid de sofre per a les unitats de refrigeració. Ràpidament s'aplicaren a molts altres camps i indústries: per exemple en aerosols, antiespumants, extintors d'incendis, agents refrigerants, etc. L'any 1974 es va demostrar que alguns d'aquests productes estaven implicats en la reducció dels nivells d'ozó de l'estratosfera, motiu pel qual el Protocol de Montreal va demanar la reducció de l'ús d'aquests productes o, com a mínim dels que no fossin del tot essencials, la majoria dels quals eren agents refrigerants. Els fluorocarbonis hidrogenats, que contenen més fluor que els fluorocarbonis, foren emprats com a substituts transitoris d'aquests últims i van ser fortament regulats pel Protocol de Kyoto, sent prohibits en algunes regions del planeta com ara a la Unió Europea.

#### Vidre i ceràmica
El grau ceràmic conté entre un 85 i un 96% de CaF₂. La majoria d'aquest material s'empra en la fabricació de vidre, ceràmica i altres utensilis. Principalment s'utilitza per a fabricar esmalts o realitzar tractaments que produeixen superfícies brillants i dures en vidres o ceràmiques (superfícies opalescents) i altres factors que augmenten l'atractiu i la durabilitat dels productes de vidre o ceràmica. La superfície de cocció antiadherent coneguda com a politetrafluoretilè o tefló es produeix amb fluor derivat de la fluorita.
Les varietats transparents o que tenen un lleu color es tallen sobre atuells i altres ornaments.

#### Metal·lúrgia
El grau metal·lúrgic conté entre un 60 i un 85% de CaF2. La majoria d'aquest material s'empra per a la producció de ferro, acer i altres metalls. El fluospar pot utilitzar-se com a flux que elimina les impureses com ara el sofre o el fosfor dels metalls fosos i millora la fluïdesa de l'escòria. S'utilitzen entre 10 i 30 quilograms de fluospar per cada tona de metall que es produeix. És freqüent que s'empri fluospar que excedeixi el grau metal·lúrgic. El fluorspar també redueix la viscositat de la fosa i disminueix el punt de fusió dels metalls, cosa que implica una menor despesa energètica i econòmica. El fluor també s'usa en la producció d'alumini com a fluorur d'alumini (AlF₃) que és un component clau en la reducció electrolítica de l'alúmina a l'alumini metàl·lic.

#### Altres usos

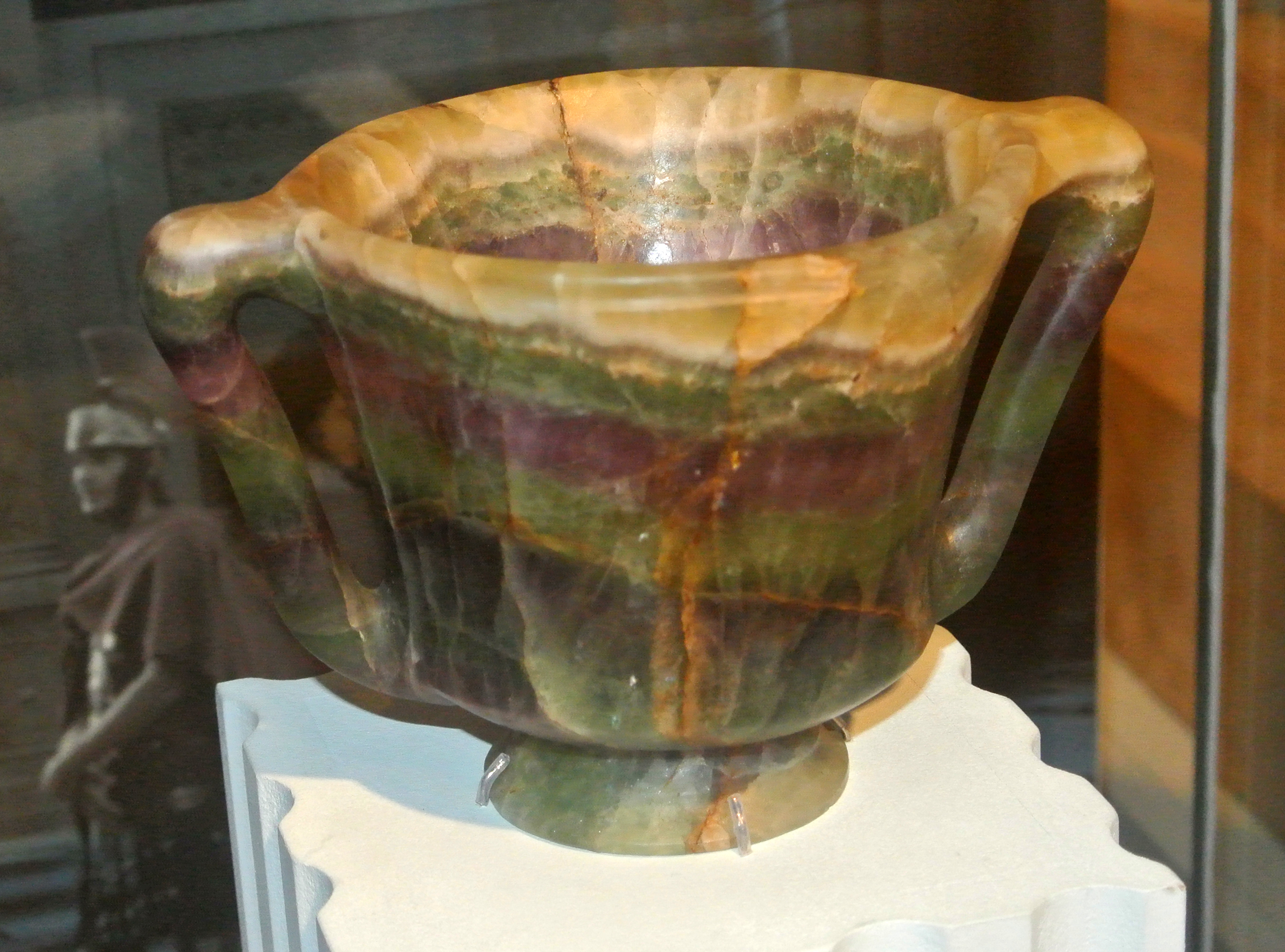
Copa Crawford (50-100 d.C). Objecte fet de fluorita bandada i exposat al Museu Britànic.

Els espècimens de fluorita amb una claredat òptica excepcional poden emprar-se com a lents. La fluorita té un índex refractiu molt baix i una dispersió també molt baixa. Aquestes dues característiques permeten obtenir unes imatges extremadament nítides a través d'aquestes lents. Actualment ja no se sol emprar fluorita natural per a la producció de lents, sinó que la fluorita de grau òptic es fon i es barreja amb altres materials per a produir lents de fluorita sintètica d'una qualitat superior a les lents produïdes amb fluorita natural. Aquestes lents s'utilitzen en microscopis, telescopis i càmeres. Els espècimens de fluorita amb un color o claredat excepcionals poden ser utilitzats per lapidaris que les tallen per transformar-les amb gemmes o objectes ornamentals. A vegades la fluorita pot ser massa tova o s'exfolia amb massa facilitat i per tant, acaben venent-se com a minerals de col·leccionisme o s'empren en joieria sense patir processos d'impacte o abrasió.

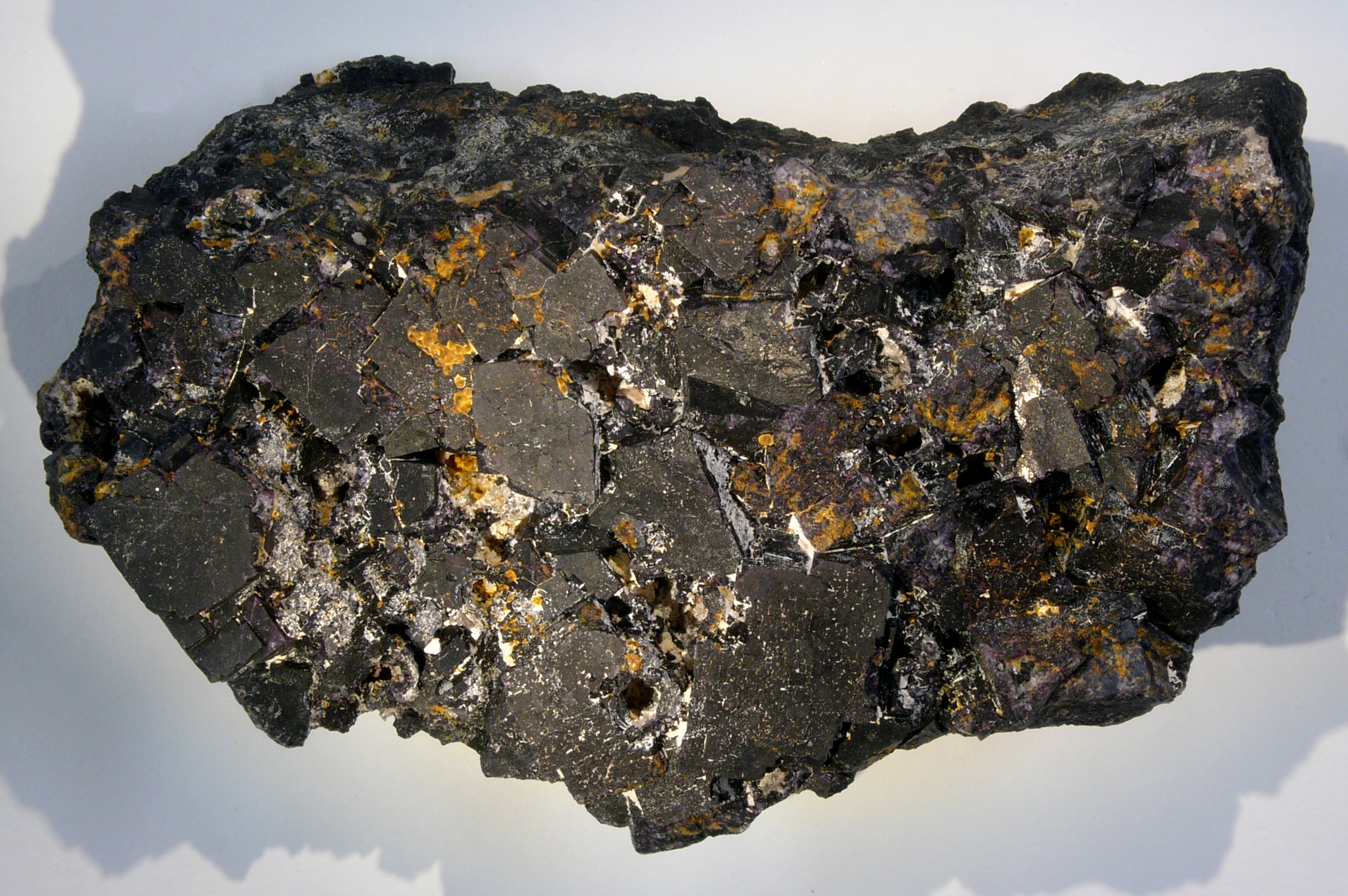
Antozonita procedent del districte miner de Wölsendorf (Baviera).

### Font natural de gas fluor
L'any 2012, es va trobar la primera font de gas fluor natural a les mines de fluorita de Baviera, Alemanya. Anteriorment es pensava que el gas fluor no es produïa naturalment, ja que és molt reactiu i reaccionaria ràpidament amb altres productes químics. En aquestes mines s'hi troba una varietat de fluorita anomenada antozonita que presenta una olor fètida en ser molta. En aquesta varietat, el fluor elemental es genera a partir de petites inclusions d'urani en el mineral, que emeten constantment radiació ionitzant i, per tant, divideixen la fluorita en calci i fluor elemental. El fluor roman en inclusions fluides diminutes, separades del calci per la fluorita no reactiva i, per tant, conserva la seva forma elemental. La radiació ionitzant també condueix a la formació de grups de calci, que donen a l'antozonita el seu color fosc característic.

### Producció i reserves de fluorita al món
La producció de fluorita al món va incrementar-se ràpidament entre el 1950 i el 1970, dècada en que va començar a decaure. Aquest ascens pot estar relacionat amb la fabricació d'acer, alumini o fluorocarbonis de l'època. El Protocol de Montreal que limitava molt l'ús dels fluororcarbonis, va fer disminuir significativament la demanda de fluorspar. A començaments del 2000, alguns països en vies de desenvolupament com ara la Xina o Mongòlia van començar a produir més fluorita; en el cas concret de la Xina, aquesta producció va passar del 10% mundial el 1980 fins al 55% l'any 2009. Aquests mateix ant (2009), el 81% de la producció mundial de fluorspar corresponia a només tres països, amb la Xina en primer lloc. La producció europea entre 1980 i 2009 va passar d'un 12% a només un 3% de la producció mundial.
El consum global està encapçalat per la Xina que bàsicament consumeix la seva producció pròpia, mentre que els EUA consumeixen un 10% de la producció mundial, sobretot importat de la Xina i Mèxic.
La crisi econòmica de 2008 també tingué un impacte sobre la producció de fluorita, fent-la disminuir fins a un 3% a escala global, aquest descens fou sobretot a conseqüència de la baixada de la demanda d'automòbils que empraven acers en el procés de construcció.
La següent taula presenta les estimacions de producció i les reserves per als països individuals; s'ha obtingut de la base de dades del Servei Geològic dels Estats Units per als anys 2016 i 2017:
| País                      | Producció | Producció | Reserves (milions de tones)   | Reserves (milions de tones)   |
| País                      | Producció | Producció | Reserves segons l'USGS (2017) | Reserves segons el BGS (2010) |
| País                      | 2016      | 2017*     | Reserves segons l'USGS (2017) | Reserves segons el BGS (2010) |
| ------------------------- | --------- | --------- | ----------------------------- | ----------------------------- |
| Estats Units              | ND**      | ND**      | 4.000                         | ND**                          |
| Argentina                 | 39        | 39        | ND**                          | ND**                          |
| Brasil                    | 24        | 24        | 640                           | ND**                          |
| Xina                      | 3.800     | 3.800     | 41.000                        | 24.000                        |
| Alemanya                  | 50        | 50        | ND                            | ND**                          |
| Iran                      | 40        | 40        | 3.400                         | ND**                          |
| Kazakhstan                | 110       | 110       | ND**                          | ND**                          |
| Kenya                     | 43        | 43        | 5.000                         | 2.000                         |
| Mèxic                     | 988       | 990       | 32.000                        | 32.000                        |
| Mongòlia                  | 202       | 200       | 22.000                        | 12.000                        |
| Marroc                    | 70        | 70        | 580                           | ND**                          |
| Namíbia                   | ND**      | ND**      | ND**                          | 3.000                         |
| Sud-àfrica                | 165       | 200       | 41.000                        | 41.000                        |
| Espanya                   | 130       | 130       | 6.000                         | 6.000                         |
| Tailàndia                 | 42        | 40        | ND**                          | ND**                          |
| Regne Unit                | 17        | 13        | 4.000                         | ND**                          |
| Vietnam                   | 175       | 200       | 5.000                         | ND**                          |
| Altres Països             | 33        | 33        | 110.000                       | 110.000                       |
| TOTAL (arrodonit)         | 5.930     | 6.000     | 270.000                       | 230.000                       |
| *Estimat **No disponible. |           |           |                               |                               |

### Reciclatge i substituts
Com que el fluorspar s'usa principalment en la producció d'HF i alhora aquest s'utilitza en altres múltiples processos químics, el reciclatge de mineral és impossible. Hi ha algunes alternatives a la fluorita per a la producció d'àcid fluorhídric; les principals són l'hexafluorur d'urani o l'àcid fluorsilícic, així com el fluorur de sodi. L'àcid fluorsilícic es produeix en grans quantitats durant la producció d'àcid fosfòric en la indústria dels fertilitzants i s'utilitza com a font de fluor en algunes parts del planeta, així com per la fabricació de fluorur d'alumini i per a tractar l'aigua amb fluor.